# 日本のコンテナ輸送
日本のコンテナ利用
(出荷事業所単位)
日本のコンテナ輸送（にほんのコンテナゆそう）では、日本国内の貨物輸送用に使われている大型の輸送用容器としてかかわる、コンテナ輸送について記す。また国内で流通するコンテナ規格は、以下に大別される。
- ISOコンテナ（海上コンテナ）[1]
- JIS国内規格コンテナ（JIS Z1610）
- 12ft 鉄道コンテナ（鉄道コンテナの主力である[2]）
- 内航コンテナ[1]
- その他、航空コンテナなど[1]

なお鉄道コンテナにおいては、50年以上も長期に渡って利用されているために現状では、ISO ・ JIS ・ JIS規格外コンテナの三種類が混在する。詳しくは日本の鉄道コンテナを参照。
本文中に見られる 「空(から)バン」および、「空コンテナ」または、「空コン」との表記は、コンテナの中には貨物などが一切無い、文字通り「空っぽのコンテナ」のこと、「廃(はい)バン」および、「廃コンテナ」または、「廃コン」との表記は、経年劣化で耐用年数が過ぎたり、風雨や塩害・事故ほか、何らかの理由で物理的にコンテナが使用不能となり、いわゆる「 廃棄されるまたは、廃棄されたコンテナ 」を指す略語である。

## ISOコンテナ
ISOコンテナは世界標準規格であり、日本国内でもそのまま用いられている。ここでは、「日本国内におけるISOコンテナ輸送状況」のみについて述べる。

### 海運
日本は周りが全て海に面しているために、世界的に見ても屈指の海運国である。そのために国内各地は無論、世界中への輸送は海上輸送が大きくかかわっている。船舶輸送は輸送日数こそ掛かるものの、その輸送力は圧倒的な存在である。

#### 船舶による海外への国際輸送
日本からの輸出コンテナ
(出荷事業所単位)
日本の国際輸送は近年過熱するコンテナ船の巨大化の恩恵を受けやすく、また世界有数の貿易大国のために、コンテナの大量輸送はある意味、日本にとっては最優先課題となっている。

#### 国内各港へのフィーダー輸送

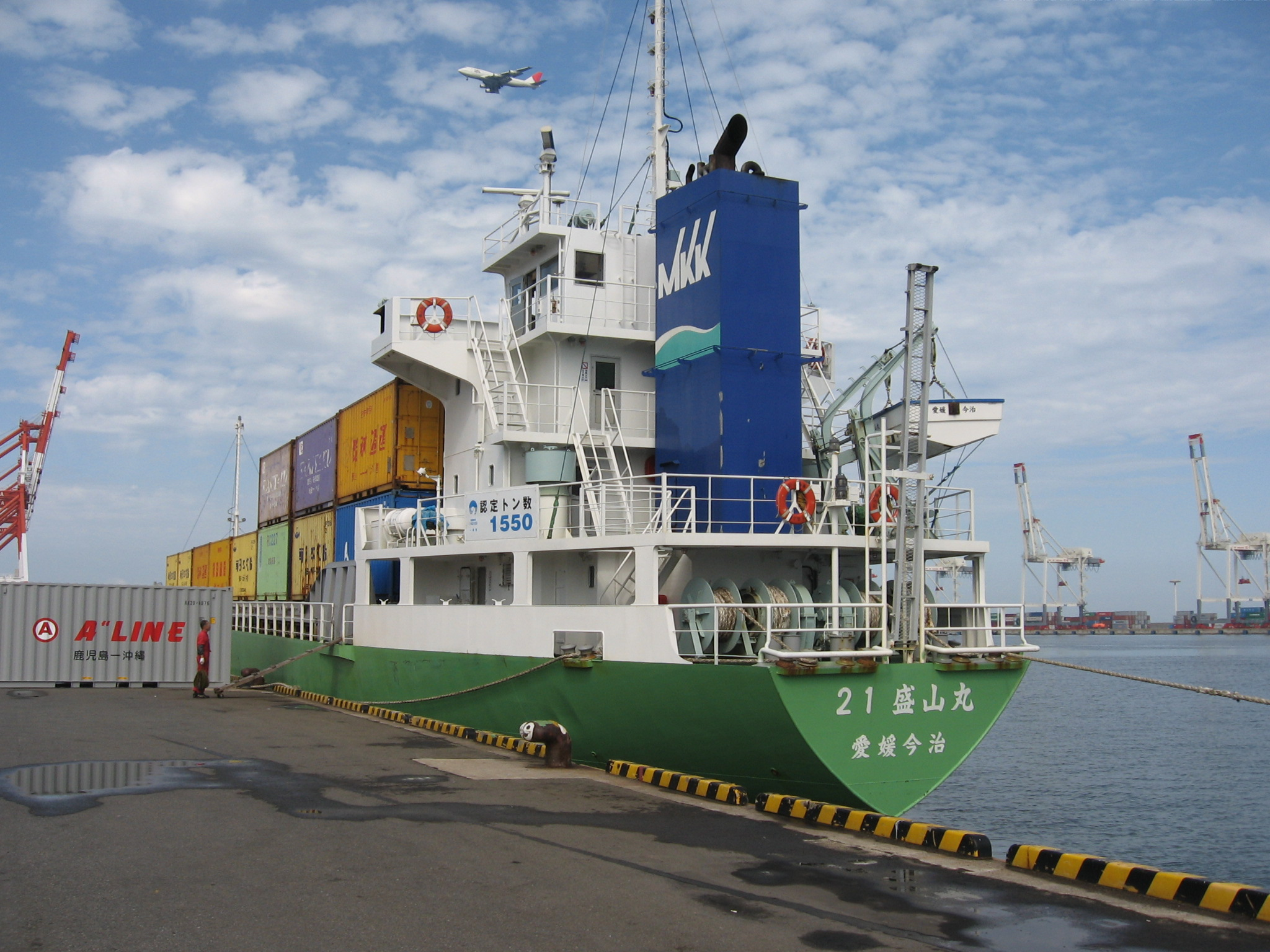
20 ftコンテナ約100個程度を積載する小型内航船が、全国の小規模な港をこまめに巡回して、日本の物流を支えている。画像は愛媛県籍の内航船が、福岡県の香椎パークポートに入港中の風景。

日本の港湾は、全国的に埠頭の水深が浅い地区が多く、この影響によりパナマ運河を通行できるパナマックス船のほか、急速に世界的な流れになってきている、2万TEU級のコンテナを積載した巨大船が接岸できる港の整備が、競争相手の諸外国と比べ遅れている。そのため昭和時代には世界有数のコンテナ取り扱いをしていたが、近年大きく後退している。そこで国がスーパー中枢港湾を指定し、手厚い支援により従来の1万TEU級の大型コンテナ船が接岸できる目安であった水深14 m（メートル）よりも、さらに深い18 m級の大水深埠頭の整備を行ったり、各種の規制を緩和した。その上でこれらの港を拠点として、全国各地に散らばる大小さまざまなコンテナ港の間で、数十個 〜 数百個程度を積載できる中小の内航船により、トータル的な輸送時間と積み替える手間暇は掛かるものの、二次的に再輸送（フィーダー輸送）するという構想である。
またこのような大規模な二次輸送計画のほかに、従来からある多くの地方港で開設されている国際航路では、アジア地区への航路はあるが、欧米向けの航路がなく欧米との輸出入が直接できない、あるいはひとつの定期航路が一週間又は、数週間に一便しか寄港しないなどの事例もある。さらに、厳しい物流環境下の一部の港では管轄する自治体が、たとえばメイン空港に国外からの新規空路誘致運動と同様に「寄港時の最低積載個数（輸出用）として、○○個は集める」との条件で誘致するも、諸般の事情で達成出来ない環境が続いた場合には、時に運行会社からの申し出で一時的に航路休止または、航路廃止などに陥る場合もあるなどのリスクも常に抱えている。このように地方港では、輸出入の大幅な制約やリスクがあるなどの弊害も多く、活発な物流ができない地域も珍しくない。そこで、これらの弊害を解消するためのひとつの手段として、地方港でISOコンテナが流通し始めると同時に、それぞれの物流事情に合わせて大規模港向けの二次輸送以外にも、地方港同士を結ぶ定期または不定期運行の内航フィーダー船も頻繁に利用されて、日本全国の海上物流網が構築されている。
さらに極端な事例では、東京湾内で行われている横浜地区の各埠頭から対岸の千葉県側の埠頭間の短距離を、艀（はしけ）などに数十個程度の小口となるコンテナを載せて輸送されている。これは、東京湾岸の幹線道路が日常的に停滞しているために、増え続けるコンテナを陸路では円滑に輸送出来なくなって滞っている物量の迂回路と、大型けん引免許を保有しているドライバー不足に対する苦肉の策として行われていて、関係自治体からは各種の運賃補助などの手厚い支援策も行われている。
また東京湾地区以外の一部の地方主要港でも、同様およびCO2排出削減に向けたモーダルシフトでの陸上コンテナ輸送の環境改善のために、内航船（艀も含む）への輸送シフトに際して、条件付ながらも輸送費の一部を負担している地区もある。
- ウィキメディア・コモンズには、日本国内のコンテナターミナルと、荷役機器類に関するメディアがあります。

### トラック輸送

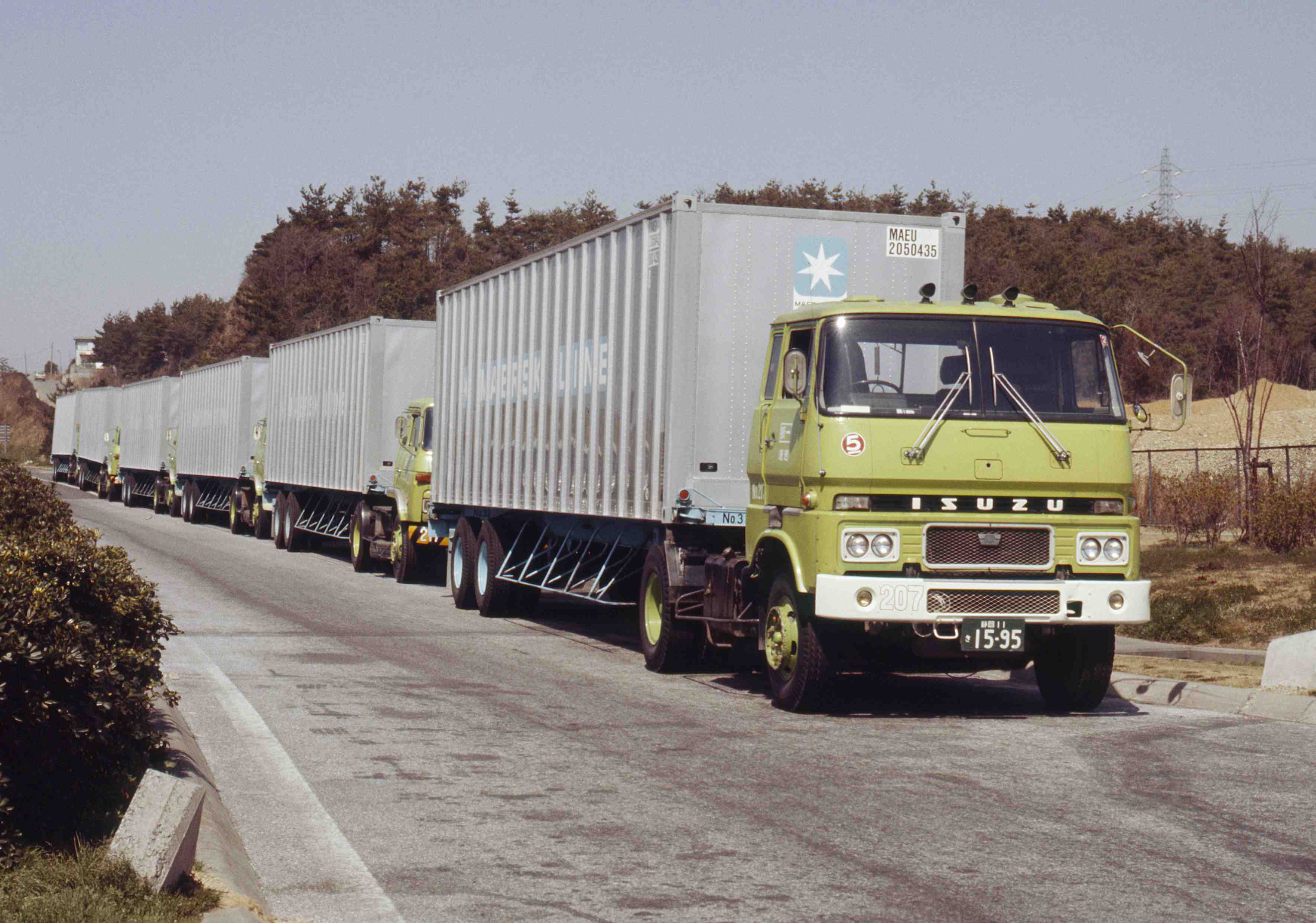
1970年代に日本国内で撮影された、トレーラーヘッドで牽引されているマースク社の、40 ftドライコンテナ。

日本初のISOコンテナドレージ輸送は、1968年8月に三菱重工業神戸造船所で竣工し、日本初のコンテナ専用船となった「箱根丸」により日本 〜 北アメリカ ・ カリフォルニア航路間で運航が開始された。運行開始に当たり、日本側の箱根丸所有者である日本郵船と、当時業務提携を行なっていた旧、昭和海運および、アメリカ側の総括窓口となっていたマトソン社とのネットワークによるコンテナ船のコンテナ荷役に付随する日本国内での陸上輸送方法として、トレーラーによる輸送が始まった。
以来、航路開設に合わせて新規に設立された日本コンテナ輸送（ 1967年6月15日設立 ）や、国際コンテナ輸送（ 1968年5月11日設立 ）などの海上コンテナ輸送専門の運送会社のほか、日本通運などの既存業者による新事業としての参入が相次いだ。またその時々の社会情勢や道路事情により、輸送出来るコンテナシャーシの開発や、関連する車両の車体寸法・強度や安全輸送上の構造・積載重量等の運用ルールの制定、さらには高速道路などでの通行許可の緩和優遇処置など、幾多の関連法律や各種利用制度の新設および、改訂などを経て今日に至っている。

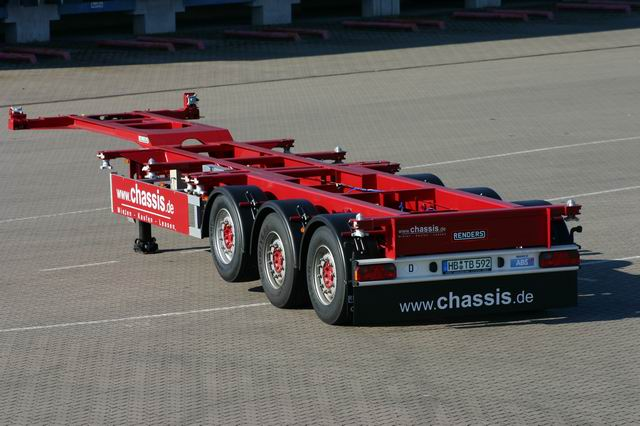
40ft コンテナシャーシ

| ISOコンテナ 種別  | 連結後の全長 | 最大高 | 最遠軸距(m) | 総重量(t) | 特殊車両通行許可申請 | 特殊車両通行許可申請      | 特殊車両通行許可申請 | 経路申請 |
| ISOコンテナ 種別  | 連結後の全長 | 最大高 | 最遠軸距(m) | 総重量(t) | 高速道               | 道路管理者が 指定した道路 | その他道路           | 経路申請 |
| ----------------- | ------------ | ------ | ----------- | --------- | -------------------- | ------------------------- | -------------------- | -------- |
| 20ft              | ～12m        | 3.8m   | N/A         | 20        | なし                 | なし                      | なし                 | なし     |
| 20ft              | 12～17m      | 〃     | 8～9        | 25        | なし                 | なし                      | 必要                 | なし     |
| 20ft              | 〃           | 〃     | 9～10       | 26        | なし                 | 必要                      | 必要                 | なし     |
| 20ft              | 〃           | 〃     | 10～11      | 27        | なし                 | 必要                      | 必要                 | なし     |
| 20ft              | 〃           | 〃     | 11～15      | 29～34    | なし                 | 必要                      | 必要                 | なし     |
| 20ft              | 〃           | 〃     | 15～15.5    | 35～36    | 不可                 | 不可                      | 不可                 | 不可     |
| 40ft              | ～17m        | 3.8m   | ～8         | 20        | なし                 | なし                      | 必要                 | なし     |
| 40ft              | 〃           | 〃     | 8～11       | 25～27    | なし                 | 必要                      | 必要                 | なし     |
| 40ft              | 〃           | 〃     | 11～15.5    | 29～36    | なし                 | 必要                      | 必要                 | なし     |
| 40ft              | 〃           | 〃     | N/A         | 36～44    | 必要                 | 必要                      | 不可                 | なし     |
| 40ft ハイキューブ | ～17m        | 4.1m   | ～8         | 20        | なし                 | なし                      | 必要                 | 必要     |
| 40ft ハイキューブ | 〃           | 〃     | 8～11       | 25～27    | なし                 | 必要                      | 必要                 | 必要     |
| 40ft ハイキューブ | 〃           | 〃     | 11～15.5    | 29～36    | なし                 | 必要                      | 必要                 | 必要     |
| 40ft ハイキューブ | 〃           | 〃     | N/A         | 36～44    | 必要                 | 必要                      | 不可                 | 必要     |

#### 重量規制
海上コンテナの世界共通規格として、1967年に正式に決定したISO 668により、規格化されて参加各国が世界中で利用していた。その後1968年に、日本初のコンテナ専用船となった「箱根丸」が就航以来、日本国内でもISOコンテナの陸上輸送ではコンテナ本体の重量と、コンテナに積載できる貨物の最大積載重量とを合計した『総重量』として、道路交通法上の最大規制値が先のISO 668創設時の初回規格を継承し20 ft（フィート）コンテナでは、20,320 kg（キログラム）および、40 ftコンテナでは、24,000 kgまでのものに限られていた。その反面、これらの上限数値は世界情勢に合わせてISO 668の規制値改定により、殆どの関係する国々において段階的にコンテナ総重量が引き上げられてきた。
しかし日本は元々の国土が狭く、トレーラーの通行できる道路幅・地上高規制・橋や高架橋での総重量規制など、日本特有の低い道路規格が足かせとなりISO 668が決まった1967年から、1995年の初頭まで長きに渡り改正されることも無く、世界的な最大積載基準値を大きく下回り続けていた。このためにISO 668規格で最大総重量が改正される度に、世界基準に準じて日本国外から輸入されて来た積荷を満載したコンテナは、そのままでは日本国内を陸送する事ができなかった。このために場合によっては、日本国内基準に合わせるために輸出元の国内で事前に積荷を減らしたり、諸般の取引事情でこれが出来ない場合にはコンテナを陸揚げした国内港の港湾施設内で一旦開封して、一度に複数の個数を使った大量輸入の場合は国内基準に合うように別の追加するコンテナへ振り分けたり、また新たに追加されるコンテナが一個には満たない様な少量の場合は別便のトラック輸送へ振り分けるなどの対策が行われて来た。これらの作業には、当然の事ながら膨大な手間と振り分け作業員等の人件費のほか、追加するコンテナの使用料や増車分のトレーラー又は小口輸送用のトラックの運送料などが発生し、深刻な物流弊害が起こっていた。このように国土の狭い日本特有の交通事情などの弊害が改善されなければ、本来のコンテナ輸送の目的である陸海一貫輸送が円滑にはできない、あるいは追加の諸経費を最終的には積載貨物に上乗せされ、結果的に海外商品の高騰を招くなど、物流関係者や荷主からの不満が強かった。
これら長い間の根強い不満に対して政府は、1995年3月に閣議決定された規制緩和推進計画によって、認定を受けた3軸仕様のコンテナシャーシと、トレーラーヘッドの組み合わせによる輸送がようやく認められるようになった。この規制緩和により、最大規制値は20 ftで24,000 kg、40 ftコンテナで30,480 kgまでに引き上げられ、当時のISO 668規格による世界的な最大積載基準値での輸送が合法となった。これを期にISOコンテナの輸送環境が大きく改善し、例えば国内産と中国などからの安い輸入商品との価格競争でも有利になるなど、その経済的波及効果は輸出入を問わず飛躍的に広がって今日に至っている。
なお、認定を受けた3軸仕様のコンテナシャーシと、トレーラーヘッドへ切り替える輸送業者の負担を考慮し、既存の車両に必要な構造変更を施したものについては、2008年3月末まで使用の継続が認められていた。
また特記事項として、20 ftコンテナはほとんどが自重が約3,000 kg（汎用コンテナ）から3,500 kg（冷凍コンテナ等）未満のため、通常の流通過程で頻繁に発生している空コンテナとしての回送や、中古として空コンテナの売買に伴う輸送では、中型自動車免許で運転できる4t（トン）積み程度の、単体構造の中型トラックでも可能である。ただし、コンテナに積載した貨物重量を問わず20 ft以上のISOコンテナは、すべてトレーラーのみでの輸送が法律で規定されている。なお、例外として1969年から始まった国鉄による日本国内専用の鉄道用20 ftコンテナ（ C900形他 ）に関しては、総重量が12.3t以下に規制されていたので、当時から10t級トラック単体での輸送は可能であった。

#### 車高規制
近年、さらなる物流経費の節約や輸送効率の世界的な流れの中で年を追うごとに急増し続けている、いわゆる『背高コンテナ』（ハイ・キューブ・コンテナ）を、現在日本国内で使用されているコンテナシャーシに積載した場合、コンテナを直接載せる荷台部分となるシャーシの最大地上高、約1,200mm（ミリメートル）を含めれば約4,100 mmとなり、日本の道路交通法で定められた通常の車高規制値である全高3,800 mmを超えてしまう。しかしこの種のコンテナを積載した状態で、高さが3,800 mm以下となる超低床車体の開発が不可能であることや、海上と陸上を一貫輸送するコンテナの性格上、前項でも触れたように近年、国際的な輸送可能重量に改善された経緯もあって貨物を安易に分割できない現状などの事情から、道路交通法第57条3項の規定の対象としない特例措置として取り扱うこととなり、事前に定められたルートに限り通行が可能'なった。
大型背高コンテナ積載車の通行が必要とされる「高規格幹線道路」は2006年6月現在、日本国内で約29,000km（キロメートル）とされており、そのうちの560 km 47区間で一時期、通行が制限されていた。これについて国土交通省は、2010年代半ばまでに解消する計画を持っていた。
その後、整備が進んだ結果、2018年（平成30年）3月に「重要物流道路制度」が創設された事により、道路管理者が道路構造などの観点から支障がないと認めて指定した区間に限定して、道路を通行する車両の制限値を引き上げることにより、一定の要件（国際海上コンテナ輸送中を証明する書類の携帯や、ETC2.0対応車載器の搭載及び登録など）を満たす40 ft背高コンテナ車にかぎり、通常は申請して認可されるまでにほぼ一ヶ月程度を要していた特殊車両通行許可を不要とする事となり、一段と背高コンテナ輸送が盛んになってきた。
これら一連の規制改善により、国内での重要物流道路（約 35,000 km）のうち、2019年（令和元年）7月31日より以下の総延長距離約 30,000 km区間において、40 ft背高コンテナ車の通行が可能となった。
- 高速道路 約 12,200 km
- 直轄国道 約 15,000 km
- 地方管理道路 約 2,800 km ※高速道又は、国道から枝分かれして、空港・港湾・拠点倉庫等へのいわゆる連絡道路的な役目を担っている。

'※ 3種類道路の合計 約 30,000 km

#### 45ft トラック輸送の試み

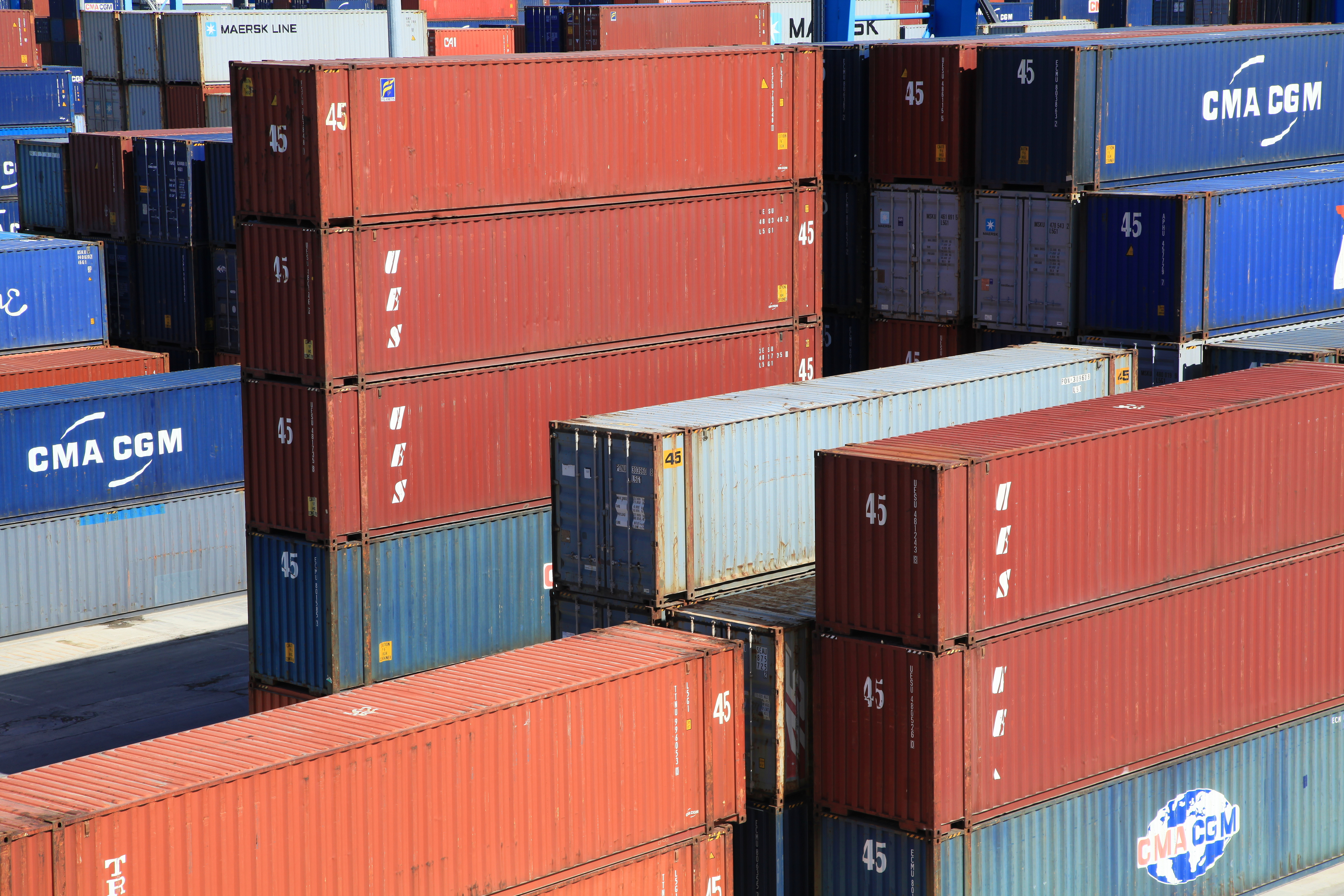
既に日本国外では広く流通している45 ftコンテナ

現在、世界中で流通している主力コンテナの40 ftサイズより約1.5 m程全長が長い45 ftコンテナが、2005年にISO 668規格として定められてからは、中国航路やアメリカを筆頭に広大な国土を有する国々などを中心として、世界的に普及が進んで来ている。そのために周りを海に囲まれた海洋国家である日本国内でも、本格的に導入する機運が高まっていた。このために2008年2月23日には、東京・川崎に関係する官民や、専門家を交えた学識経験者で構成される「京浜港湾物流高度化推進協議会」が主体となって、川崎港東扇島地区で短距離ながらも我が国初の45 ftコンテナ輸送の実証実験が行なわれた。なお、この時点では当時のトレーラー全長が40 ft対応までとなっていた関係で、法整備も実地されていないために、公道を走れるナンバープレート付きの45 ftシャーシは存在していなかった。このために輸送実験では、コンテナヤード用のシャーシを使用した。
また2008年2月27日には、川崎の事例とは別組織となる産学官で構成する「北部九州国際物流戦略チーム」が主体となり、北九州市若松区のひびきコンテナターミナルを受け入れ地点とし、接続する国道などの一般道を使用したより詳細な輸送実証実験が行なわれている。実験に祭し、一般道使用許可の条件として実証トレーラーの前後に、安全確認用の付随車を付ける事とした。使用するシャーシは、既存の40 ft・フル積載対応の３軸シャーシの最後軸の後ろを1.5mほど延長した改造シャーシに、45 ftコンテナが積載できる様にツイストロックも追加された。。
さらに2010年9月には、川崎港コンテナターミナル 〜 山九首都圏物流センター間で、接続している一般公道において伸縮式コンテナ輸送用の特殊なシャーシを使用した、陸路輸送の実証実験も行なわれている。
これらの二年半に及ぶ各種の陸路試験輸送の結果、一般道や高速道路を経由した本格的な定期輸送化を目指して東北国際物流戦略チームなど、公的機関の働きかけや支援により2010年11月16日 - 11月20日にかけて、仙台塩釜港高砂コンテナターミナルから約30 km離れた、岩沼市の東洋ゴム仙台工場との間で試験輸送を実施した。これに際して、輸送を担当した東北菱倉運輸(株)が購入したコンテナシャーシ（2010年6月20日に製作発注）はオランダのブロソイス社製で、このシャーシの特徴は前部も後部も伸縮する、20／30／40／45 ft兼用の特殊な3軸シャーシである。これに日本国内の法規に準拠するよう一部改造を加えて本実験では、45 ft用シャーシとして2010年10月27日に車検合格および、ナンバープレートを取得して公道を走行出来るようになった。
その後、新調した伸縮式のシャーシを使った試験輸送は順調に進み、念願の物流特区の指定を受けて2011年春にも定期運用を開始する予定で準備を進めていたが、直前の3月11日に起こった東日本大震災により、輸出入担当予定の仙台塩釜港の高砂コンテナターミナル周辺は、コンテナ荷役に必須となる四機のガントリークレーン全てが崩壊するなど、壊滅的な被害を受けた。さらに不運な事に、態々オランダから輸入し日本初となるナンバープレート付45 ft伸縮式特殊シャーシ自体も津波で被災し、廃車処分となってしまった。ただし、その後の2011年8月に新たなナンバープレート付シャーシの再調達と、震災復興の一環で再建された高砂コンテナターミナルで、9月15日に念願の45 ftコンテナの定期的な輸出先となる北米に向けて出港した。これにより国内初となる商業ベースでの実用化が達成された。
この様に45 ftシャーシに関しては、関連する道交法の改正などによりナンバープレートを取得できる体制が整うなど、輸送環境もこれらの試験輸送の成功事例を皮切りに大きく変わりつつある。例えば伸縮式のシャーシは、輸入品に頼りきっていた為に発注から運用開始までに数ヶ月間程度の時間及び、輸入品の為に割高やメンテナンスでのコスト増は避けられなかった。これに対して、長年にわたり国内の物流車両や各種コンテナを多品種送り出し続けている日本フルハーフ社より、参考品ながらも2011年12月3日から開催される『東京モーターショー2011』にて、45 ftマルチコンテナシャシトレーラを参考出品すると発表し今後、国産シャーシ普及への道を切り開いた。なお、同社からその後に発売された車種は、40 ft及び45 ftの二種類のみの積載に特化したシャーシのみ公式に発売されている。また宮城県では、2015年度に45 ftコンテナ輸送車両を購入する運送事業社を対象に、補助金支援を実施していた。
その後、2013年3月29日には宮崎県内で国際コンテナ航路が就航する国の重点港（重要港湾）に指定されている細島港で、「45 ftコンテナ物流特区」に認定された。全国では宮城県に次いで2例目で、45 ftコンテナの実用化も仙台塩釜港に続く2港目となった。
さらに四日市市は、三重県や四日市港管理組合と共同で内閣府に申請していた構造改革特区計画が、2013年6月28日に認定されたと発表した。これにより宮城県と宮崎県に続き、全国で３番目の認定となった。
特記事項として、2011年1月21日に閣議決定した「構造改革特別区域基本方針の一部変更について」により、特区に適用される特例措置に、45 ftコンテナの輸送円滑化事業（特例措置番号 1224）が追加された。
- 【参考動画】伸縮式コンテナトレーラー導入。 (株)ゴールドスター社HPより

### 鉄道輸送

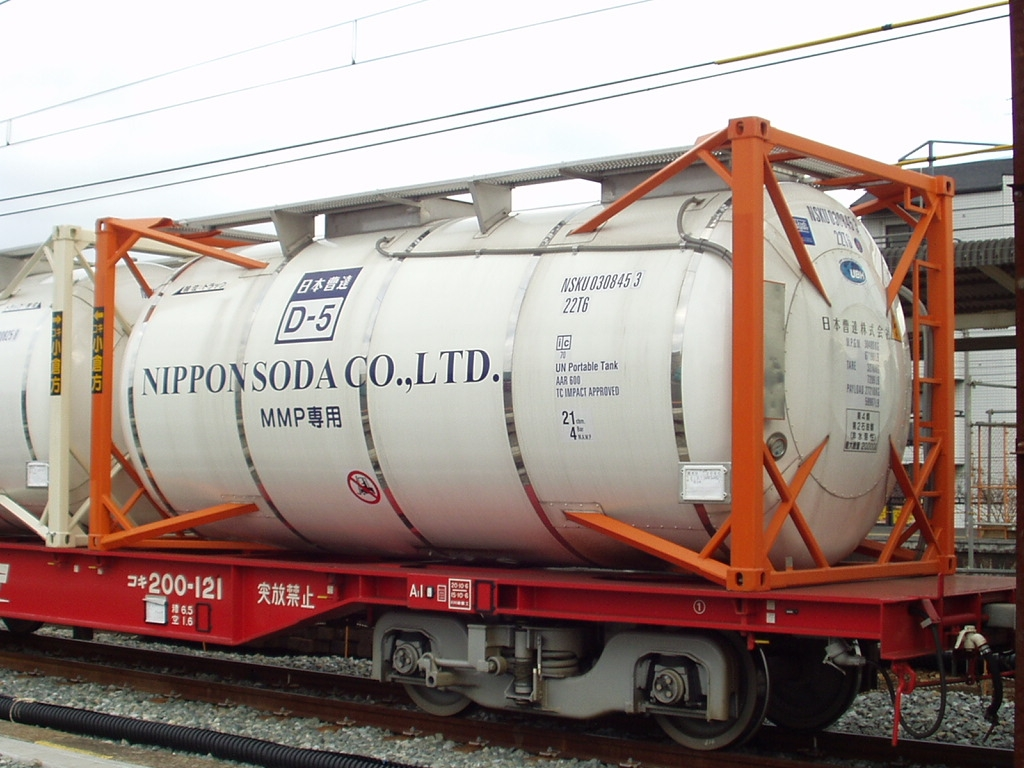
貨物列車で輸送されている、国際海上用20 ft形タンクコンテナ。（兵庫／神戸貨物ターミナル駅）

40ft ISOコンテナを輸送可能なJR貨物の鉄道網は以下である。
- 東京貨物(タ)～仙台貨物(タ)～盛岡貨物(タ)（40ft ハイキューブ可）[36]
- 東京貨物(タ)～大阪貨物(タ)～福岡貨物(タ)（ハイキューブ不可）[36]
- 東京貨物(タ)～高崎操車場～南長岡駅～黒井駅（ハイキューブ不可）[36]

しかし40ft対応の荷役機器を備えるのは27駅で、規格上の最大重量である35トンに対応する対応は5駅（仙台港駅、宇都宮貨物(タ)、東京貨物(タ)、横浜本牧駅、北九州貨物(タ)）のみであった（2005年）。ハイキューブ不可路線は、開発中のコキ73形など低床貨車の利用で輸送可能となる見込みである。

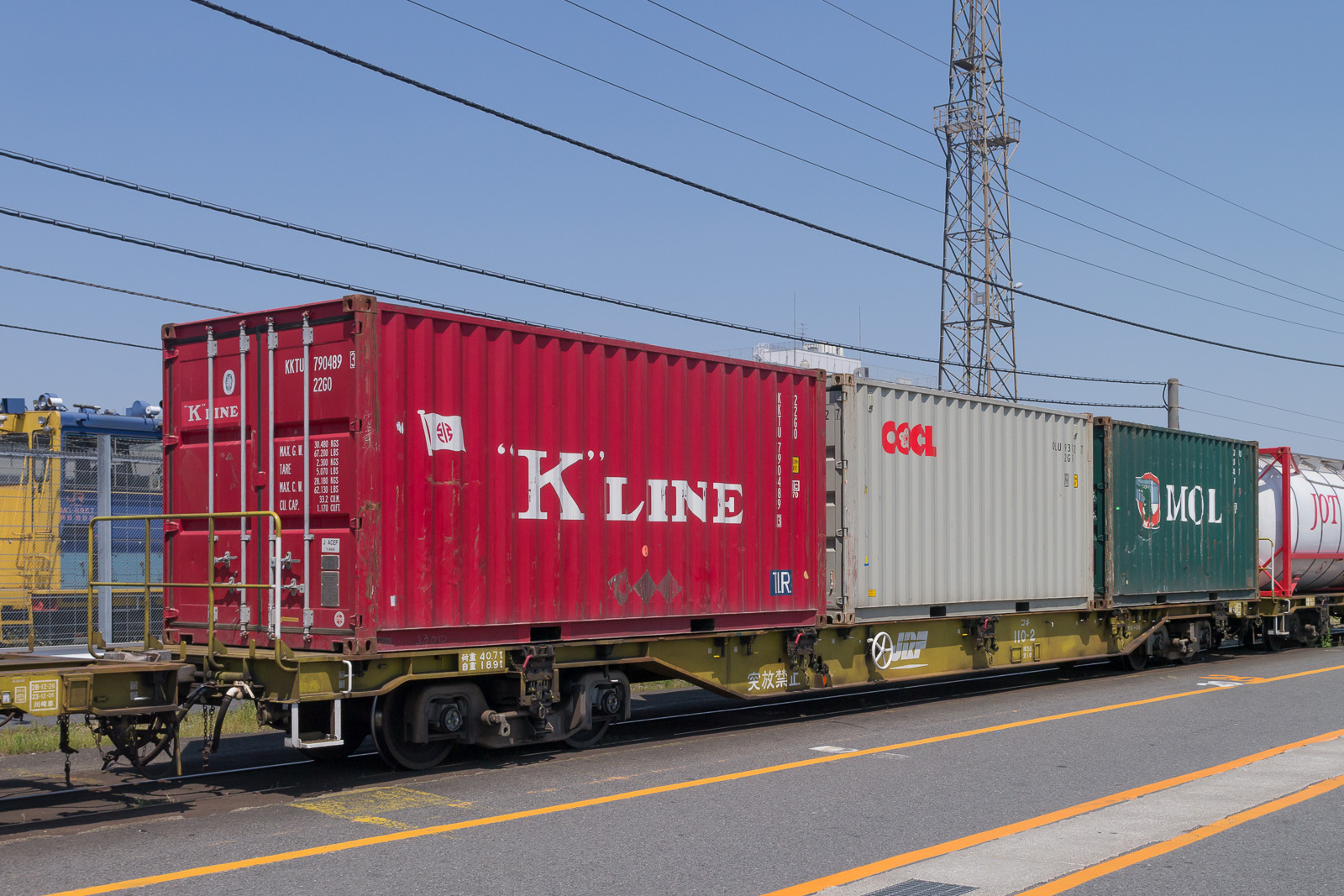
東京貨物ターミナルで一般公開されたコンテナ積載貨車一両に、20 ft空コンテナを3個を搭載した事例の展示風景。

日本国内で流通しているISOコンテナの全長は45 ftサイズのごく一部の例外を除き最大で約12 m（40 ftタイプの場合）で、日本貨物鉄道（JR貨物）が一手に運用管理している鉄道専用コンテナの最大値より約3 m長い。また、1995年3月に閣議決定された規制緩和推進計画（#重量規制を参照）により、ISOコンテナの最大総重量における規制値は、20 ftでは24,000 kgおよび、40 ftコンテナでは30,480 kgまでに引き上げられ、固体総重量もJR貨物などが所有する従来型とは大きく異なる。これらの格差を少しでも回避するために、JR貨物では現存する鉄道貨車（コンテナ車）の改良や効率よく積載可能な新車の増備を積極的に進めており、海上用コンテナを搭載可能なコンテナ車も多数存在する。
しかし、これらの新型コンテナ車のうちISO 20ftコンテナを3個搭載可能とする形式の最大積載量は最大で40.7 tで、最大積載重量が48 tの形式では車長が約6 m短いため積載個数が20 ftタイプで2個、40 ftタイプで1個と制約される。諸外国と比べて線路幅や最大車高・最大車幅などの構造規格が小さく、現行の規制値内で車体を重量耐久構造で製作することが困難であることから、コンテナ車1両当たりの最大積載量が少なく押さえられてしまっているのである。
世界各地では Sea & Rail と呼ばれる海運と鉄道を結節するインターモーダル輸送(複合一貫輸送)が盛んに行われ、欧米・アジア各地のコンテナ港にレールが引き込まれ直接貨車にコンテナを積むことができるオンドックレール(ODR)が設けられているが、先進国では日本のみこれが無い。
- ウィキメディア・コモンズには、JR貨物で輸送されている各種のISOコンテナに関するメディアがあります。

#### 45ft 鉄道輸送の試み
2008年2月23日に川崎港東扇島地区で実施された国内初の45 ftサイズのコンテナ試験輸送を皮切りに、その後地域限定で複数回の道路試験輸送をへて、2010年2月24日に国内初の鉄道輸送テストが、東京(タ) 〜 宇都宮(タ)間で行なわれた。これにより事実上、鉄道でも45 ftサイズのコンテナ輸送が可能となった。しかし、絶対的に避けては通れない物流事情として、鉄道輸送区間を挟んだ少なくとも前後二地区となる発送地及び、到着地でのトレーラー輸送では、従来からの40 ftタイプ輸送用のシャーシでは全長が足らず、新たに45 ftサイズ対応のシャーシが必要となるために車両規制が緩和された現在でも、特殊なシャーシ故に高額且つ所有台数が極端に少ない等の諸事情などから、ごく稀に鉄道輸送される程度となっている。

#### ISOコンテナ山陽筋ルート

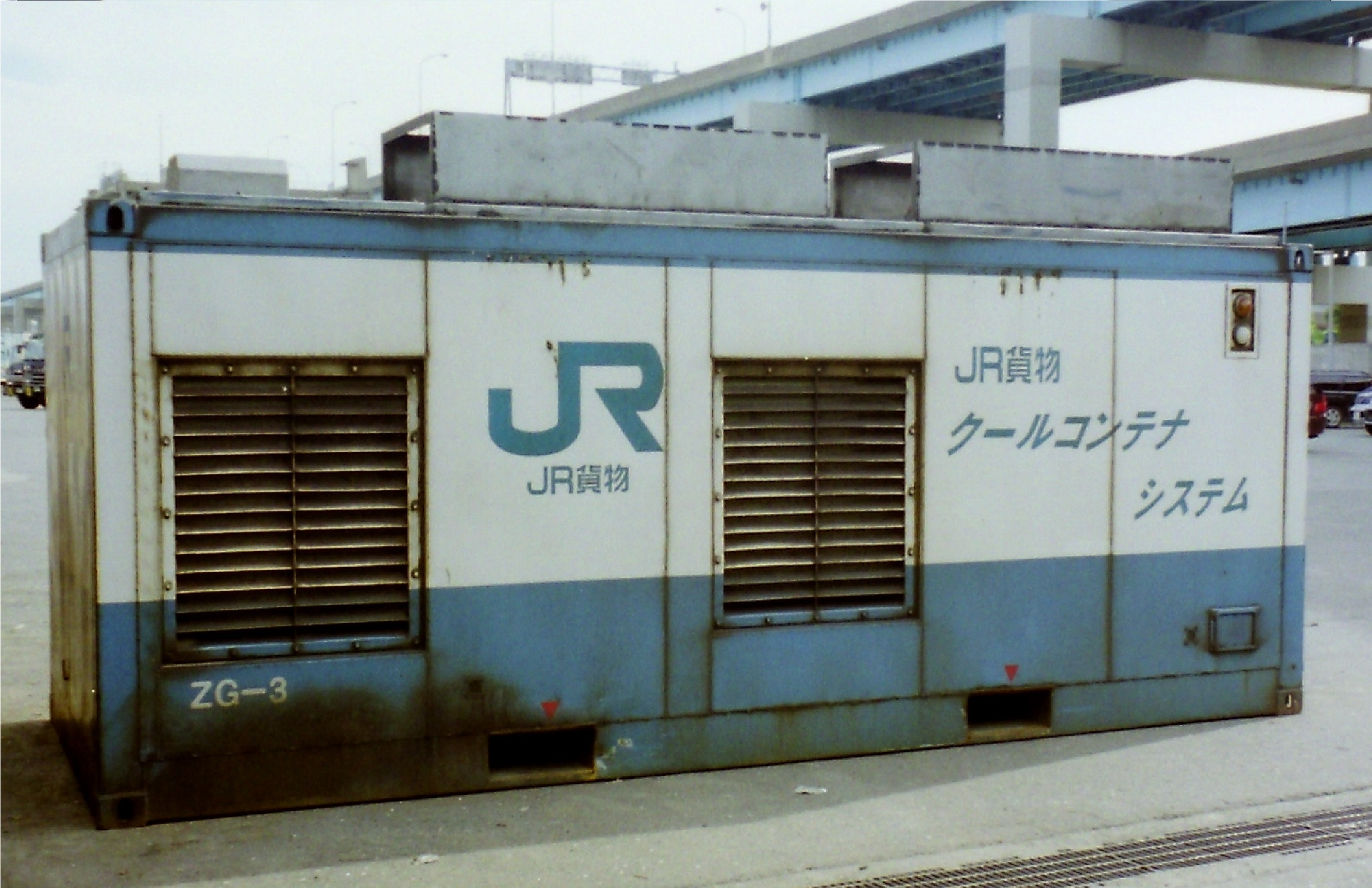
JR貨物が所有する、20 ft型のZG-3形電源コンテナ。新たに始まったISOコンテナ輸送で使用されるために、福岡（タ）で1997年6月29日に留置中の姿である。

1997年に山陽本線を使用して神戸港駅 - 浜小倉駅 ・ 福岡（タ）間で、ISO規格のコンテナが積載できるように、コキ104形改造コンテナ貨車を現す【 M 】マーク付20両編成で、積載する長さ20 ft・40 ftコンテナサイズでは通常となる高さ、8フィート6インチを対象として輸送を開始した。積載する冷凍コンテナへの給電サービスは、すでに頓挫していた集中式クールコンテナシステムで余剰となった20 ft型電源コンテナ、ZG形を再利用した。しかし、輸送実績は予定の半分以下と思わしくなく、取り扱いの三駅には35 t級のトップリフターを配置していたが、一年で運行を終了した。
主な原因は、関門トンネルや既存のトンネル等のルート設備が古く、現在のような低床貨車も充実していない当時、すでに需要のあった9 ft6 in（インチ）サイズのいわゆる、ハイキューブコンテナが輸送出来ず十分な貨物量が確保出来なかったためである。しかし、その後のJR西日本へ調査依頼した結果、東北本線同様にコキ100系貨車での輸送が可能となってはいるが、現状では下関貨物駅 〜 東京貨物(タ)間でのみ、JR貨物が現在所有している唯一の電源コンテナZG15A - 101を使用し、他の汎用コンテナに混ざって少数の冷凍コンテナ輸送が細々と行なわれているのみである。
※このコンテナは、JR貨物発足後に新たに生まれた種類である。

#### ISOコンテナ東北筋ルート（その1）

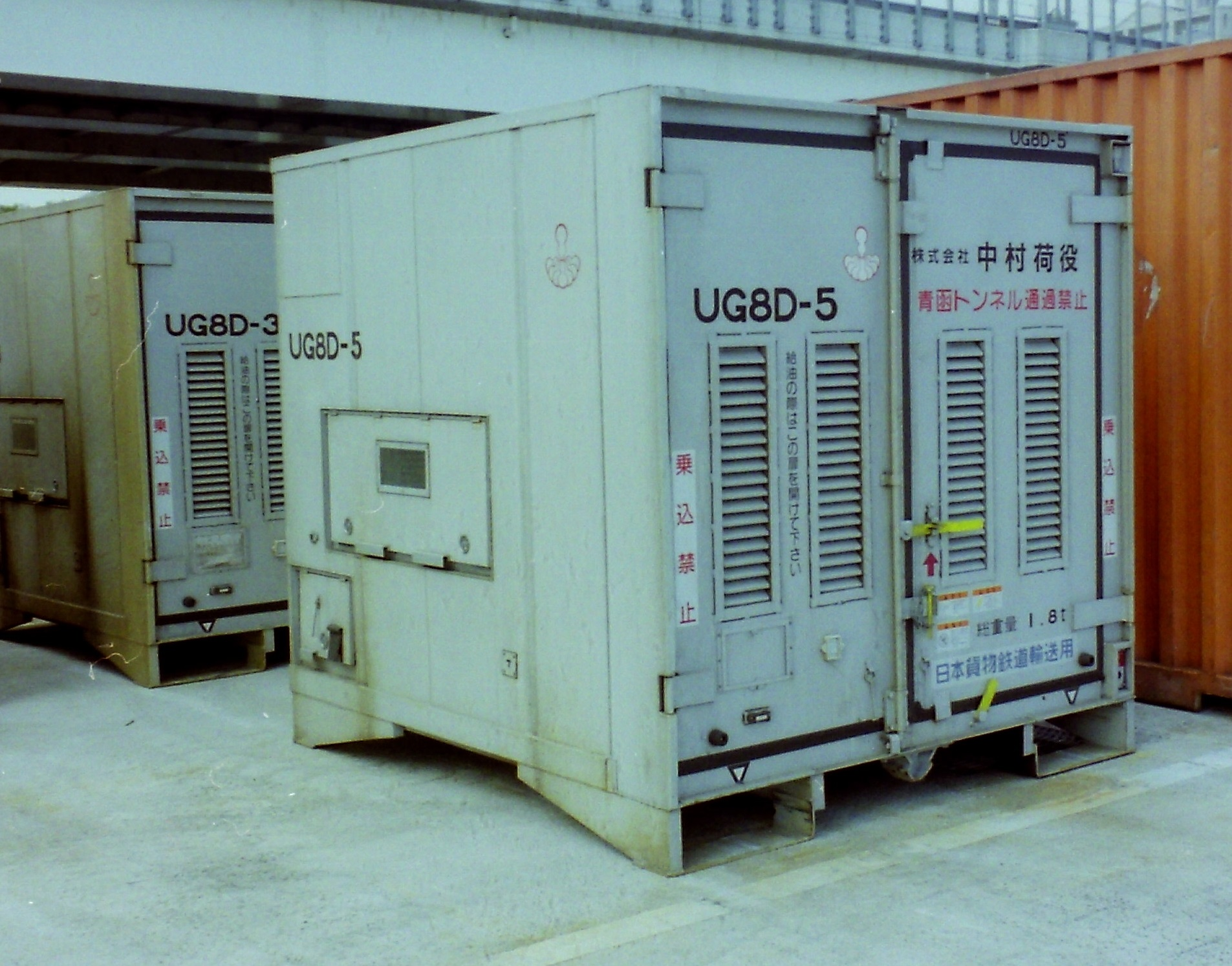
横浜本牧駅 - 仙台港駅間の国際冷凍コンテナ電源用、UG8D電源コンテナ。

東北本線を利用して関東（神奈川県/横浜本牧駅） - 東北地方（宮城県/仙台港駅）間で、ISOコンテナの9 ft6 inサイズの背高コンテナ(ハイキューブコンテナ)も輸送できる事が確認され、1998年3月のダイヤ改正からISOコンテナ列車が新たに登場し、2000年10月からこの列車を利用してISO冷凍コンテナの輸送が計画された。
なお一度の輸送個数が数個程度のために、従来の20 ft形電源コンテナ（G30A形 ・ ZG形）は一切使用せず、新たに中村荷役所有の私有2 t級タイプの電源供給用専用電源コンテナUG8D形を2000年に5個新規に製作し、この電源コンテナから給電していた。この一連のISO冷凍コンテナ輸送が事実上、第二世代の「集中式クールコンテナシステム」となった。しかし、2010年3月ダイヤ改正により、更なる新しいルートへシフトすると言う国の物流改善政策の影響で廃止されてしまい、10年間の輸送実績を残して横浜本牧駅 - 仙台港駅間での冷凍コンテナ輸送は終了した。
※このコンテナは、JR貨物発足後に新たに生まれた種類である。

#### ISOコンテナ東北筋ルート（その2）
#ISOコンテナ東北筋ルート（その1）の終了と時を同じくして、横浜本牧駅 - 仙台港駅間のルートと設備一式が入れ替わる形で新たにJR貨物の子会社であった、ジェイアール貨物・インターナショナル社が主体となり、東京(タ) - 盛岡(タ)間の新ルートを開設した。
輸送開始に際して、前回と同じように冷凍コンテナへ電源を常に供給する必要があるために、一回り大きくなった電源コンテナを新形式となるUG15D形として、25個配備した。これにより事実上、第三世代の「集中式クールコンテナシステム」となり、現在も輸送されている。ただし、その後諸般の事情により取扱量が縮小されたために、2015年からは直通運転ではなく、宇都宮(タ)でコンテナを積載した貨車をそのまま別の列車と合流させる、いわゆる貨車継送の輸送方式に変更されている。
また参考までに、ジェイアール貨物・インターナショナル社( 通称、JRFI )は、2016年3月にJR関連会社である日本フレートライナーに吸収合併されている。
※このコンテナは、JR貨物発足後に新たに生まれた種類である。

## 日本の港湾政策
日本全国では、典型的な海洋国家ゆえに、62港もの港で国際用海上コンテナが扱えるので、コンテナを利用する利便性は、ある意味では非常に高いと言える。しかしその反面、これらの港夫々には、東京湾 ・ 伊勢湾 ・ 大阪湾（その内、名古屋港 ・ 飛島南コンテナターミナル（2005年使用開始）および、東京港 ・ 大井コンテナターミナル（2006年使用開始）の両地区は、施設が自動化されているので迅速な荷役作業が出来る。）のように、世界中ほぼすべての地域を結ぶと言う非常に便利性の高い港もあれば、近海のごく限られた航路で、しかも週に一便程度の定期船しか入港しないような港もある。
さらに、例えば通常の貸切トラックなどによる専用輸送で、帰りが空車となる片道輸送の場合には、荷主に対して利用したその車両の帰り便（いわゆる、回送料）としての運賃自体は、特段の契約条項がない限り基本的にはほぼ徴収されない。しかしトレーラーによる海上コンテナの輸送料金（いわゆる、配達料金）では、配達先でそのコンテナ自体までを降ろさない（稀にコンテナ本体が荷主の所有物で、配達先の設備を使って積荷と供に降ろす事例もある。）限り、配達が終わっての帰路時にも基本的には牽引しているシャーシ上に、空のコンテナと言う数トンの貨物を輸送している事になる。この軽量ながらも帰り荷状態という特殊な事情と運転手の待遇改善ために、先に述べた貸切トラックなどでの往復輸送時によく適用される、『帰路時にも帰り荷ありで半額割引』なる割引もない国交省認可特例での配達料金が加算される事により、往復共で二倍となる輸送料金が掛かる。またそのほかに、高速道を利用すれば往復のこれらの諸経費が掛かり、結果的には国内での陸上輸送費が非常に高くなると言う、日本国内特有の事情がある。
このために、例えばアメリカから金沢や新潟地区へ外国貨物を輸入する場合は、大型コンテナ船で太平洋を越えて対岸となる東京港で陸揚げして、陸上を二倍増し料金で数百キロも運ぶよりも、アメリカから関門海峡を通って迂回して釜山港などへ一度寄港し、ここでコンテナを積み替えて日本海側の目的地近くの港に運ぶまたは、東京港で陸揚げして更に内航船に積み替えて、瀬戸内海を通って迂回し二次的に海上輸送するほうが、いずれも金沢や新潟の各地方港へ一度に大量に輸送出来る。このために、迂回に伴う多少の輸送日数と、当然の事ながらも日本海側の着地港から配達先までは例え近距離であっても二倍となる陸送費は掛かるが、結果的にはトータルコストが安いといった事情も関係している。
なお、62港のうちの13港は年間のコンテナ扱い数が1万TEU以下である。釜山港が韓国のコンテナの80 %を扱っているのとは対照的である。
- 2002年に国土交通省よりスーパー中枢港湾政策が打ち出され、2004年に東京湾・伊勢湾・大阪湾を日本の中枢的な港湾として指定して、投資と開発によって国際競争力を回復しようと図っている[51]。しかし世界の港湾別コンテナ取扱ランキングにおいて、1995年には横浜港が7位、東京港が13位であったが、2005年以降、国内港らが20位以下から浮上することは一度もなかった[51]。アジアでの主要港としての地位はすでに過去の栄光となってしまっている。
- 2011年4月には、さらなる「選択」と「集中」に基づいた改正、港湾法の施行により国際コンテナ戦略港湾として、阪神港地区内の（大阪港 ・ 神戸港）および、京浜港地区内の（横浜港 ・ 川崎港 ・ 東京港）[52]の、計5港が選定された。

## 内航コンテナ

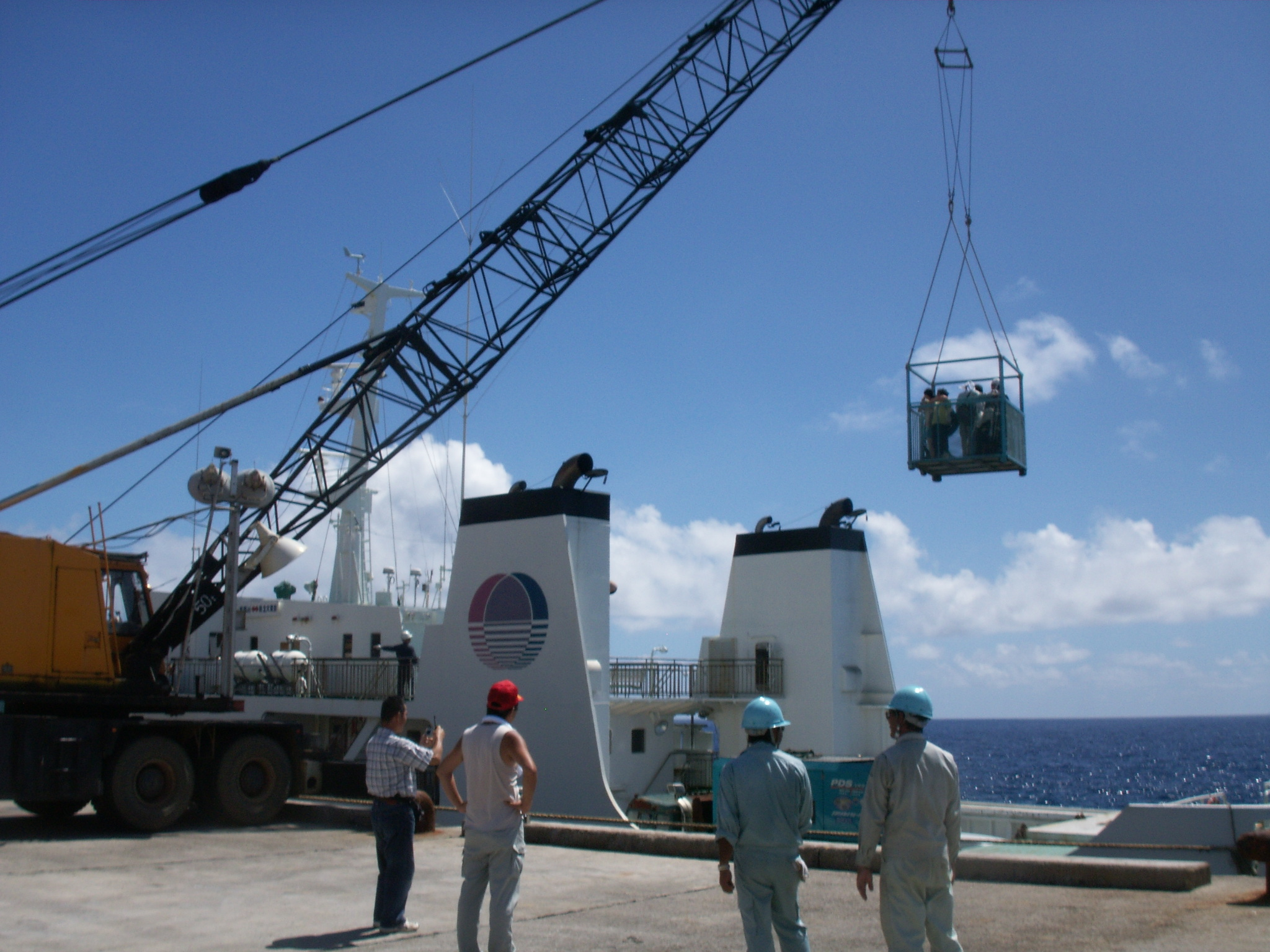
日常的な荒波で旅客用桟橋すら設置できない沖縄県や、東京都の一部の離島地区では、一種のかごコンテナ (Basket・container) で人々の乗降作業を行っている。（沖縄県／南大東島にて）

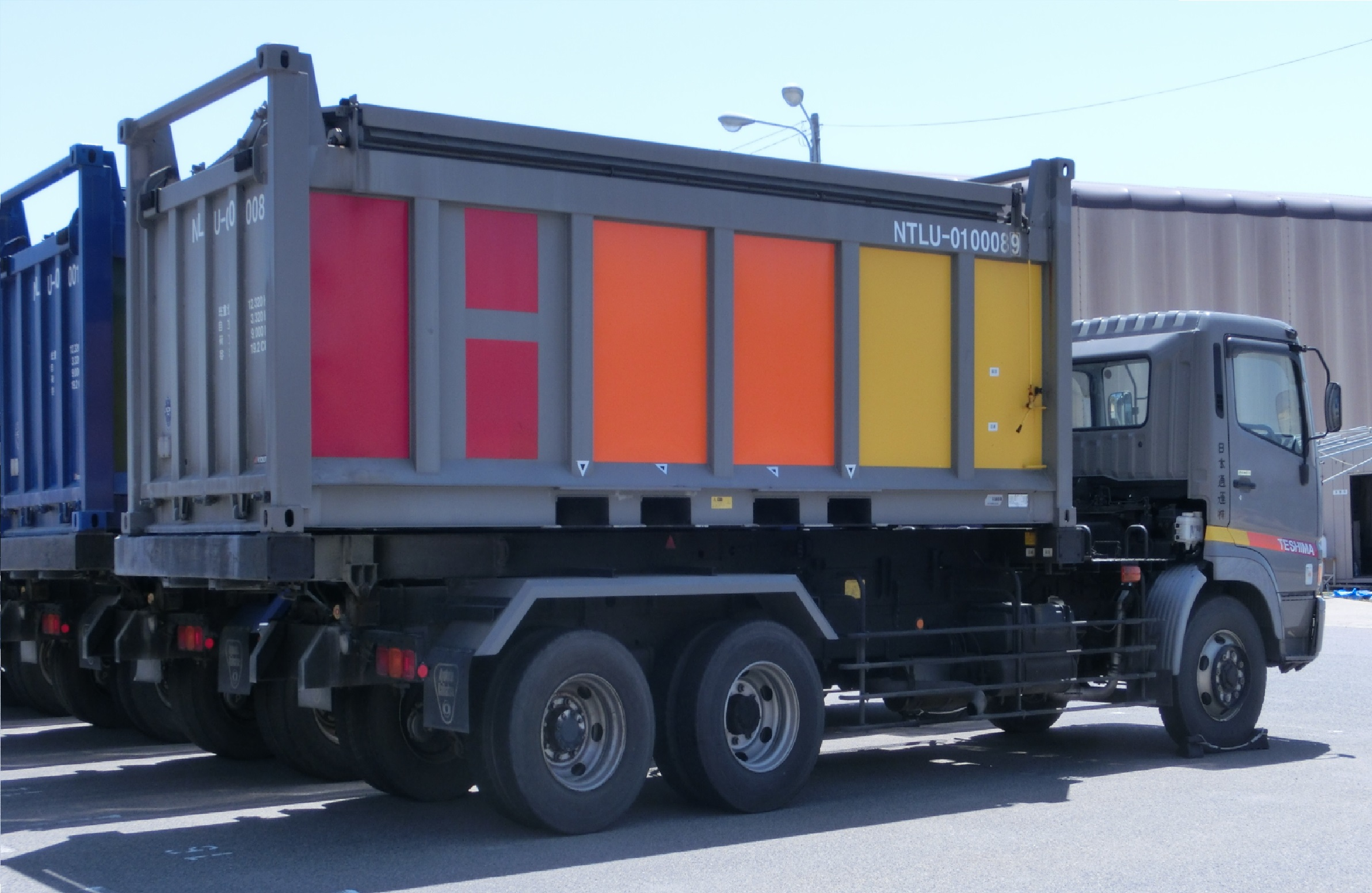
14年間にわたり、瀬戸内海に浮かぶ豊島 - 直島間、8 kmのみの海上輸送限定でフェリー輸送だけに従事していた産廃輸送用、20 ft形コンテナを積載した専用のダンプカー。（豊島側のヤードにて）

日本には多くの離島が存在するが、その中のいくつかの離島では独自のコンテナ輸送が離島の生活を支えている。それらは、フェリーを使用した本土と沖縄本島を結ぶ長距離航路や、新潟と佐渡島を結ぶ近距離航路のほか、九州地区に散らばる一部地域の離島で見受けられる、利用者が少数のために採算的にフェリーが就航していない地区や、関東地区の伊豆諸島などの航路では、貨客船や小型貨物船で生活物資輸送を行っている。これらの離島航路に使われているコンテナは、「内航コンテナ」と呼ばれている。
内航コンテナは、国際規模で使われているISOコンテナとは別に、10 - 12 ft形の国内専用コンテナを主体としているが、地域の流通事情に応じて、地区によっては5 - 8 ft形などの小型のコンテナもある。このような多種多様な内航コンテナを多く使い、日本国内独自の流通体系を確立している。世界的に展開しているISOコンテナ輸送に例えると、使用されるコンテナの種類やサイズなどが各地域や国々で大きく異なるように、内航コンテナでも全国的に共通して見かけるタイプもあれば、ごく限られた特定の区間だけでしか（一例として、対馬列島地区や佐渡島地区等）見ることができないタイプもある。
これらの内航コンテナの荷役作業は多くの場合、 埠頭に在るジブ・クレーンまたはトラッククレーン車や、船に装備しているクレーンで、入港時に積み下ろしをする。
一方、大小無数の島々が散らばっている瀬戸内海地区は日本一の離島地区であるが、東側より明石海峡大橋ルート ・ 瀬戸大橋ルート ・ しまなみ海道ルートで主要な島々の多くが結ばれていて、地理的環境にも恵まれているので、内航コンテナによる貨物輸送は主流ではない。これは橋が掛かっていない島々の多くは無人島であり、また有人の島でも最寄の本土の港から遠くても一時間程度で渡れるような比較的狭い範囲に点在しているため、かつ内海で波も穏やかなことにより、昔から小型フェリーのほか、乗用車が2 - 3台位しか積載出来ない小型の自家用船や渡し船などの流通手段が多く、逆に専用コンテナを利用するほうが時間や維持管理費の方が高く付くと言った事情があるためである。
これらの瀬戸内海地区特有の事情により、一部の例（豊島 (香川県)で産廃を管理輸送するために専用コンテナが特別に作られた事例や、積荷の関係で他方からの内航コンテナがトラックに載せられて配達で来島したり、元々のコンテナの利点を生かした倉庫代わり、物品の冷凍・冷蔵での保管等で設置されているなど）を除き、流通していないに等しい。

### 内航コンテナの輸送手段

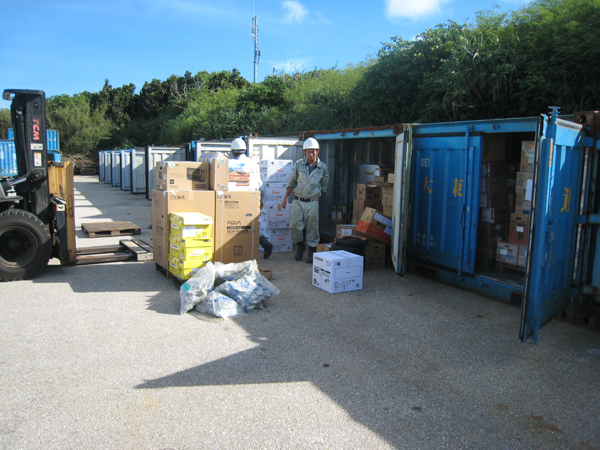
港に並べられたコンテナから各自の荷物を、係員の指示で直接引き取る風景。小規模な離島地域では、基本的にはいわゆる「営業所渡し」的な扱いとなる。（南大東島、2012年9月24日）

メインとなる輸送手段は、コンテナ専用の内航船を始め、各種フェリー ・ 貨物船 ・ 貨客船 ・ 艀などのいわゆる、船舶がメインとなる。次に各港から顧客口までをいわゆる、配達する各種のトラックが担っている。変わった事例として、小規模な離島では陸揚げされたコンテナは、タンクコンテナや農協・漁協・拠点小売店など特定の荷主以外は、人手不足等の事情もあり、基本的には荷揚げした港で中身を直接での受け渡しとなっている。
また地域によっては、例えば与論島での生活物資を一手に引き受けている小売店まで、通常の中型トラックにコンテナを載せさらに、配達先の小売店ではコンテナの中身を降ろすことなく、コンテナその物を直接庭先に降ろし、ドアを開けてそのまま中身を販売する。さらに空になったトラックには、すでに空になって留置していた別のコンテナを積み込んで持って帰る方法も行われている。これらの一連のコンテナ荷役のために、通常は港で動いている10 t程度の中型フォークリフトが、配達トラックと一緒になって移動し、配達先でもコンテナ本体の荷役する光景も日常的に行われている。これを鉄道に例えると、5 tコンテナしか取り扱わない地方の小規模貨物駅で、到着した12 ft形コンテナを積んだ通運トラックの後を、ナンバープレート付き中型フォークリフトがノロノロと公道を数キロほど走り、配達先のホームセンターで空コンテナと入れ替えて、また貨物駅まで戻ると言う、普通ではまずあり得ない輸送方法も行われているイメージとなる。
鉄道輸送に関しては、内航コンテナの性格上地域を限定して運用される事例が多いことや、鉄道輸送で必須となる「コンテナと貨車を繋ぐ緊締装置」又は、「ツイストロック」の統一規格が鉄道基準と適合しにくい事により、鉄道での輸送は全国展開している日本通運の鉄道・内航兼用ドライコンテナ、U19A及び鉄道・内航兼用通風コンテナ、UV19A程度である。しかし、現状ではこれ等のコンテナも数百個単位でJR貨物の公認形式を取得してはいるが、鉄道輸送はまれで、もっぱら内航船での輸送となっている。また近年では、リース会社のCONTEC（鹿児島県）社が管理している20 ft形冷凍の他、一部の化学樹脂メーカー系の20 ft形ドライコンテナが多少利用されているが、やはりごく限られたほんの一握り程度の事例に過ぎない。
- ウィキメディア・コモンズには、内航コンテナの輸送手段（港の項目）に関するメディアがあります。

### 日本通運コンテナの体系

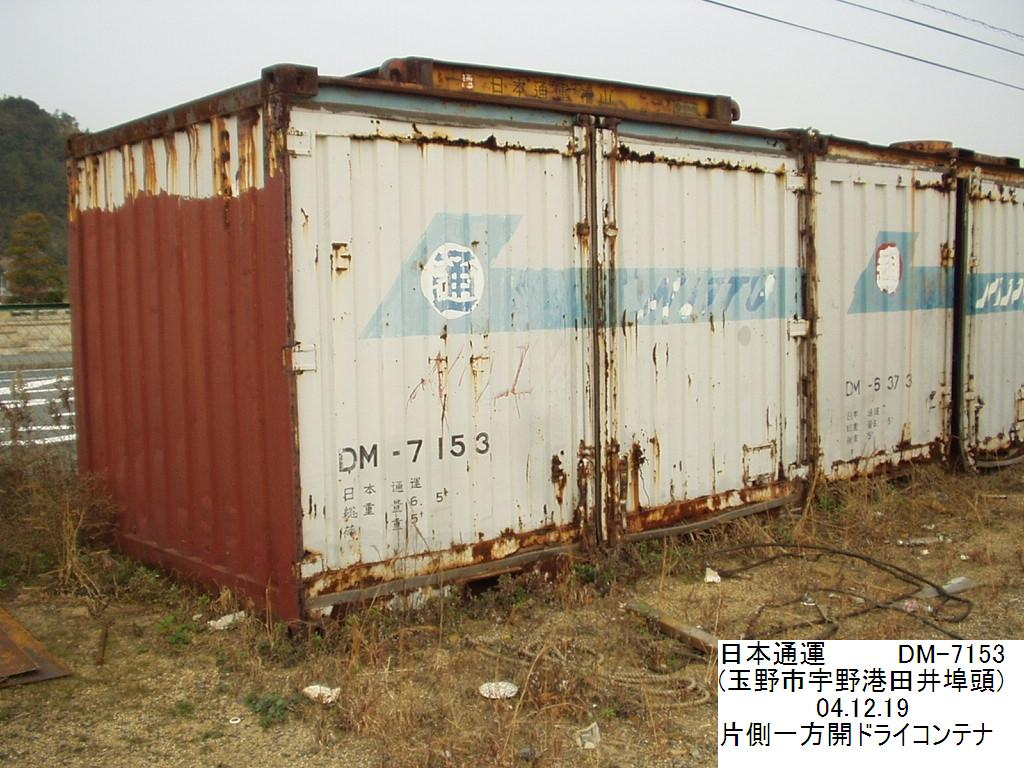
日通内航コンテナ（統一記号DMシリーズ）として、最初に登場して全国で活躍していた旧統一色。

世界的にも複合輸送を展開している日本通運は、北海道から東京（太平洋航路）、東京から瀬戸内海側の主要地方港経由して北九州航路および、東京から北九州（太平洋航路）までを自社所有専用船または、商船三井フェリーとの共同配船で定期的に運行している。この定期航路に使用されている大量の内航コンテナは、統一された新旧三種類の企業カラー（旧色のグレー・新色の紫・冷蔵系の白）を使い、さらに全種類のコンテナで統一された管理番号（長さや用途別に割り振られている）を使っている。そのために、例えば北海道地区の所属であれ、博多地区の所属であっても全く問題なく利用できる。また、東京・大阪・博多・鹿児島の各港からも沖縄定期船として、新色のグレータイプを加えて日々、大量に輸送されている。
その反面、前記の専用定期航路の各営業所を始め、絡む航路から完全に外れて孤立している地区の営業所を含め、営業所毎の事情に合わせて運用されている、カラーリングや本体構造 ・ 寸法 ・ さらには固体管理番号までもが千差万別のいわゆる、ご当地キャラ的なコンテナとなる物まで多彩に揃っている。
- ウィキメディア・コモンズには、日本通運のコンテナに関するメディアがあります。

### 内航コンテナの種類
ISOコンテナと基本的には変わらないが、あくまでも通関業務の無い日本国内専用に運用されているので、例えば家畜・動物コンテナのように、使い古したドライコンテナなどの外壁部分の一部を切り取って格子窓や、金網窓を取り付けた継ぎ接ぎだらけ状態の応急的に改造したコンテナや、逆に一部の離島輸送ならではの超特殊コンテナを含め、実に多種多彩である。

#### ドライコンテナ

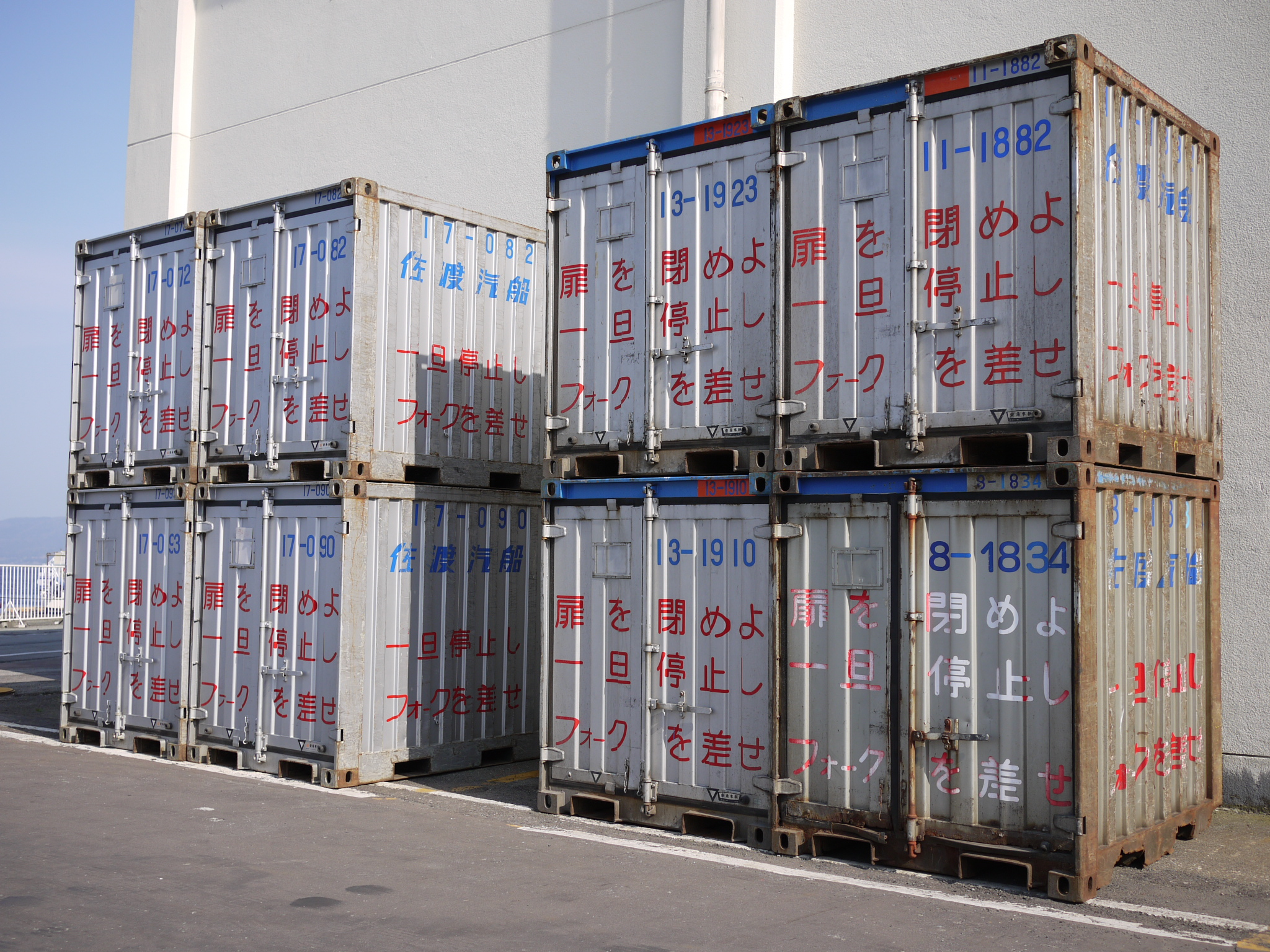
本土 - 佐渡島間だけで専用運用されている、内航コンテナの一例。※佐渡汽船所有の間口6 ft × 奥行6 ftタイプの小型コンテナが、一塊に付き、2列で2段積の風景）。

積荷はISOコンテナ（ISO 668）と同じである。サイズは国内の離島への生活物資輸送と国内各地を長距離海上輸送するため、10 ft形・12 ft形・20 ft形を中心に運用されているが、地域によっては6 ft前後の小型タイプや逆に長距離輸送の場合は、単体ではなくシャーシ積載状態で40 ft級も利用している。コンテナ内部は基本的には内張りなどはほとんどなく、やはり夏場での積荷の結露やコンテナ内部の温度対策には注意が必要となる。
ただし、日本通運が東京⇔北海道航路、東京⇔九州・瀬戸内航路、東京⇔沖縄航路、大阪⇔沖縄航路など、広範囲に運用するドライや通風コンテナ（通称・DM青コン）には、長距離輸送に伴う気温差による結露対策として、逆にベニヤなどでの内張り仕様が大多数を占めている。
- ウィキメディア・コモンズには、内航用ドライコンテナに関するメディアがあります。

#### ハイ・キューブ・コンテナ
税関検査が絡まない日本国内の内航専用コンテナは、強度や本体を固定するためのツイストロック用の四隅ホール位置などに一定のコンテナのJIS規格で国内用規格があるものの、小さな通風孔を取り付けるネジを特殊な樹脂で固めてしまうなど、ネジ一本の取付け加工方法まで厳格に国際規格で規定され、そして運用されている国際海上コンテナとは大きく異なっている。これらの事情や、ほとんどの内航専用コンテナが特定の関係業者しか携わらないほか、輸送される地域や区間ですら非常に限られているために、ハイ・キューブコンテナの目安となる警告色などによる表記類は、全国的に展開している日通の（DM-）の本体番号で始まるコンテナ以外では、ほとんど見かけない。このために外観から見分けるには、寸法表記を見るか、他のコンテナと高さを比較するなどの方法しかないのが現状である。

#### リーファー・コンテナ

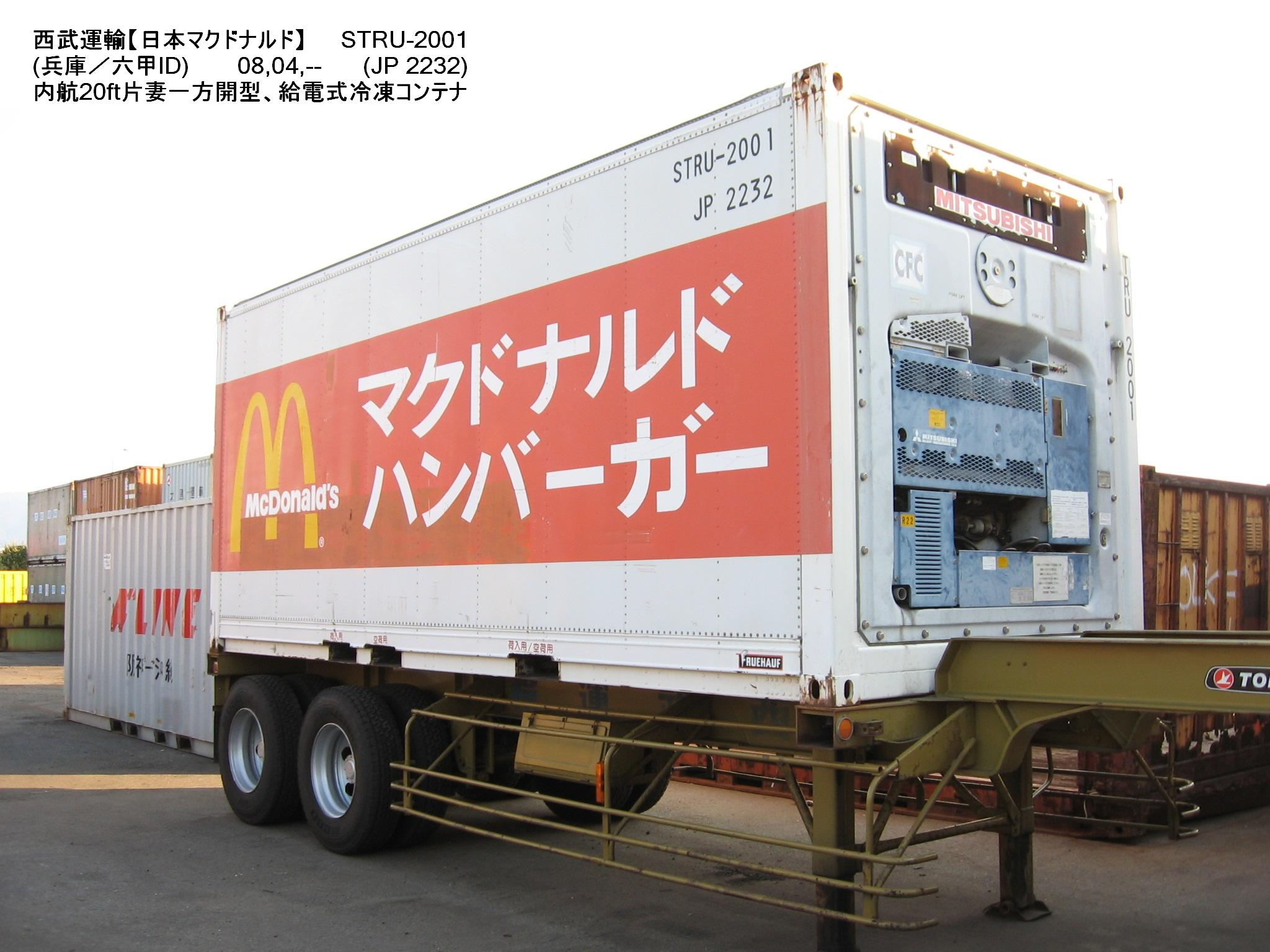
関西の工場より沖縄地区へ内航船で、マクドナルド社の冷凍食品を専用の20ft形、冷凍コンテナで輸送している。

日本国内で運用されている電源が必要な冷凍・冷蔵コンテナには、国際海上コンテナのリーファー・コンテナで触れている方式と同じ複数の方式が取られている。しかし、基本的には船舶とトラックまたはトレーラーだけで輸送するために、鉄道と違い常にコンテナ外部からの給電が出来る環境が整っているので
また、コンテナ個々に独立装着した小型発電機で直接給電するディーゼルエンジン付の単独方式でも、基本的にはディーゼルエンジンを止めて、代わりに専用の電気ケーブルを接続し外部からも給電出来るような併用式が原則である。
これは船舶での輸送中に、例えばトラックに積載してカーフェリーへ乗船している場合やコンテナ単体での輸送中であっても、ディーゼルエンジンは船舶火災防止のために原則、停止状態にするよう法律で規制されているためである。併用式であればエンジンを停止しても、船舶から給電すれば問題ないが、完全なディーゼルエンジンだけの単独方式では船舶からの給電はできないため海上輸送は不向きである。
- ウィキメディア・コモンズには、日本国内にあるリーファー・コンテナに関するメディアがあります。

| モーター駆動式 ・ 単室タイプ コンテナの外壁には、220ボルト仕様を中心にISOコンテナタイプで多用されている440ボルト仕様の、20 ft - 40 ft級大型用冷凍ユニット式(一枚の板壁状)が多数利用されている。しかし冷凍や冷蔵貨物の流通量が少ない地区では、投資効果や流通量に応じて家庭用エアコン的な室外機をそのまま流用したような、100ボルト外部電力給電で稼動する8 ft - 12 ft級の小型コンテナも多用されている。これらのコンテナでは、+20 ℃から-25 ℃程度（機種によっては、-35℃位）までの冷却と保温が可能である。 冷凍コンテナの大多数は、この単室タイプである。また20 ft - 40 ft級大型コンテナの一部には、荷役の効率化のために、左側側面 （左側通行ルールの日本国内での使用を前提としているため） の一部にも簡易な観音開き式、または片開き式の開口部が備わっているタイプもある。なお、当然のことながら、これらの補助的な開口部が冷凍コンテナに備わっている場合は、室内の冷却性能が多少なりとも低下するので、開口部位の密閉度に注意しなければならない。 | 妻側（牽引側）に冷凍機を組み込んだ、単室タイプの40 ftリーファー・コンテナ。側面に小型の補助ドアが備わったタイプ。（鹿児島県／谷山港埠頭２区にて） 妻側には、通常の海上コンテナ専用仕様のユニット式(一枚の板壁状)冷凍機ではなく、いわゆる業務用クーラー室外機を組み込んだ、単室タイプの10 ftリーファー・コンテナ。（鹿児島県／鹿児島北埠頭にて） |  |
| モーター駆動式 ・ オゾン発生装置装備単室タイプ 近年の冷凍冷蔵コンテナでの革新的技術は目覚しく、生鮮野菜や生鮮果物輸送用として国内輸送でも採用され始めている。 例えばプラズマ放電による、生鮮果物の高鮮度品質維持輸送（福岡県での日本通運による事例）や、右側画像のようにJA宮崎経済連による、オゾンを利用した生鮮野菜の高鮮度品質維持輸送も行われている。 海上コンテナでの冷凍コンテナには、バナナ輸送等でのエチレンガス除去装置や、ミスト噴霧による生鮮食品の品質保持を追及した特殊な仕様も存在しているが、国際的な輸送にも引けを取らぬ電気的な新技術としての採用も始まっている。 | 国庫補助金活用で、平成16年12月に、オゾン発生装置付コンテナが20個導入された。（宮崎港フェリーターミナルにて） |  |
| モーター駆動式 ・ 2層室タイプ 一例として九州・沖縄地域では、10 ft - 13 ft級のコンテナに、冷蔵温度帯と冷凍温度帯の異なる温度帯が運用出来るように工夫された、完全に独立した2層室仕様の特殊コンテナも、離島のファミレス店舗への食材輸送用や、漁協の特産品輸送用に運用されている。 このように特殊な構造の冷凍・冷蔵コンテナのために荷役用ドア構造は、片妻または片側が観音開き形を始め勝手口ドア仕様の一枚または、二枚ドア仕様等、輸出入の税関検査が関わらないため、基本的な固体寸法と輸送上の安全構造さえ確保していれば、所有者の意向に合わせて好きなように設置出来る点が、鉄道やISOコンテナに比べての特徴である。 | 鹿児島 - トカラ列島地域で活躍する『 十島村 』所有の内航専用、10 ft形のモーター駆動式冷凍コンテナ。※室内は冷凍室と冷蔵室の二室に完全分離されている。（鹿児島県／鹿児島南埠頭にて） |  |
| 電気蓄冷板式 ・ 単室タイプ 一例として東京 - 伊豆諸島地域で活躍する、伊豆七島海運所有の5 ft形電気蓄冷板式、冷凍コンテナがある。 仕様は、間口5 ft・容積5.2 m3の片妻一方開（上部、冷凍機の反対側）形の、宇広コンテナ製ミニ冷凍コンテナで、元々のコンテナ自体が小型のために、モーター駆動式冷凍ユニットを組み込むスペースが、十分に確保できない。 この問題を解決するために、コンプレッサーや回転ファンの付いた室外機部と冷媒ガス部位を省き、その代わりとなる冷却機器として電気式の蓄冷板と（一種の蓄冷剤と同類の物）電気機器を納めた制御箱を装備している。この方式では、陸上保管時又は貨物船等の給電設備から8 - 10時間程度給電することにより、蓄冷板に冷気を溜め込むことが出来るので、電源を切っても同時間程度の庫内冷却が出来る | |  |
| デュアルモード（併用）方式 元々は鉄道と、複合的な輸送環境で一貫してマルチに運用するために開発し、JR貨物が登録していたコンテナを再利用しているので、搭載型ディーゼル発電機と、外部給電用ケーブル装備の両方式を採用している非常に珍しいコンテナである。 | 本土 - 沖縄・南九州離島地域で活躍するマリックスライン所有の内航専用、12 ft形コンテナ。 |  |

#### サーマル・コンテナ
- ウィキメディア・コモンズには、内航用サーマルコンテナに関するメディアがあります。

#### ベンチレーター・コンテナ
- ウィキメディア・コモンズには、内航用ベンチレーターコンテナに関するメディアがあります。

#### タンク・コンテナ

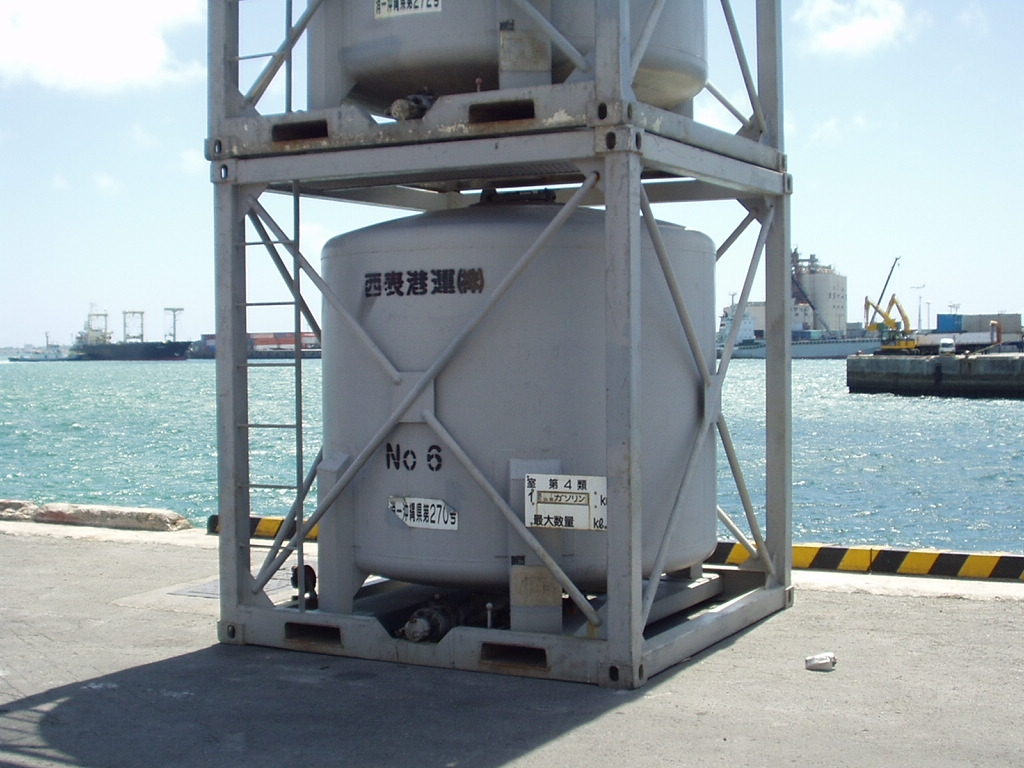
国内の離島への輸送用に使われている、ガソリン輸送用の10ft形タンクコンテナ。

- ウィキメディア・コモンズには、内航用タンクコンテナに関するメディアがあります。

#### ラック・コンテナ
- ウィキメディア・コモンズには、内航用ラックコンテナに関するメディアがあります。

#### バスケット・コンテナ
- ウィキメディア・コモンズには、内航用バスケットコンテナに関するメディアがあります。

#### プラットホーム・コンテナ
- ウィキメディア・コモンズには、内航用プラットホームコンテナに関するメディアがあります。

#### カー・ラック・コンテナ
- ウィキメディア・コモンズには、カー・ラックコンテナに関するメディアがあります。

#### 家畜・動物コンテナ

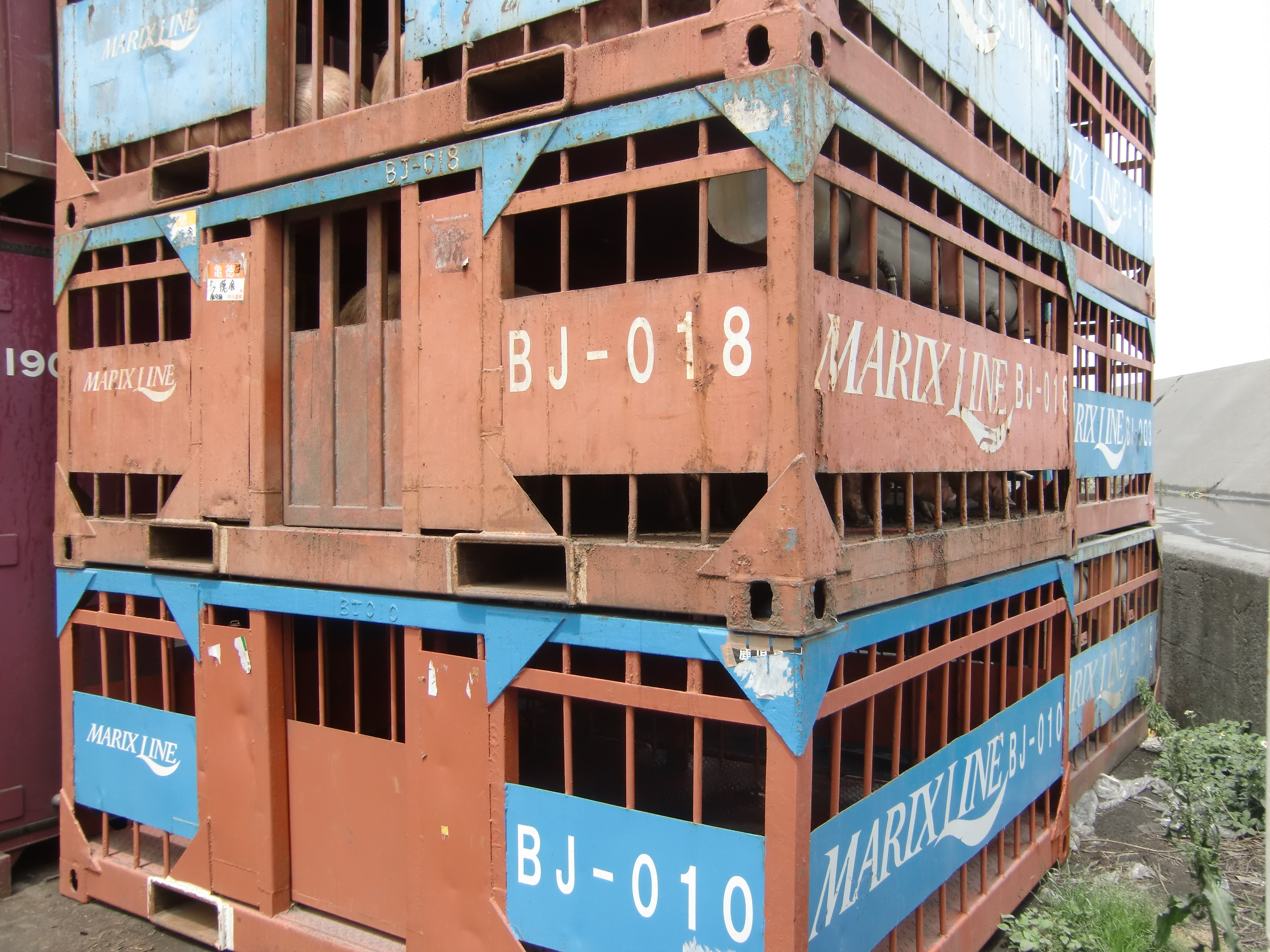
本土 - 沖縄・南九州離島地域で活躍する『 マリックスライン 』所有の内航専用、10 ftハーフ形家畜（ブタ）輸送用、動物コンテナ。

日本では、主に九州地区の離島 - 本土間で地域のブランド牛や豚を輸送するために、いわゆる動物コンテナの需要が多い。これらの需要に対応するために、動物輸送用コンテナの種類も、輸送区間や動物の種類等の事情が大きく反映されている。
- ウィキメディア・コモンズには、家畜コンテナに関するメディアがあります。

## 航空用コンテナ
航空機用コンテナは、その飛行機と言う脆弱かつ繊細な構造的な要素や、全ての機体が航空管制されているために例えば、海上用コンテナのように国際用と国内用での違いがある訳ではなく、航空コンテナ（ユニット・ロード・デバイス）として管理されている。

## 災害とコンテナの関わり
災害の多い日本では災害とコンテナとの関わりは非常に深く、特に阪神・淡路大震災以降、度重なる巨大地震や、全国各地で発生している大水害による大量の瓦礫・土砂等の搬出輸送や、初期対応時の緊急支援物資や車両の輸送にもその真価を発揮している。阪神・淡路大震災以降、20数年間の間に各種の新しい素材や製作および、応用技術の飛躍的な進歩があり、また多大な犠牲者や甚大な財産的損害を受けた官民が一体となっての法律改正や、各種の規制緩和が積極的に行なわれた。この結果、産廃や土砂などを効率よく運ぶ新型の各種コンテナや、JR貨物の12 ftドライコンテナの上部四隅吊り上げ用装備の重点配備が進んだ。

### 阪神・淡路大震災

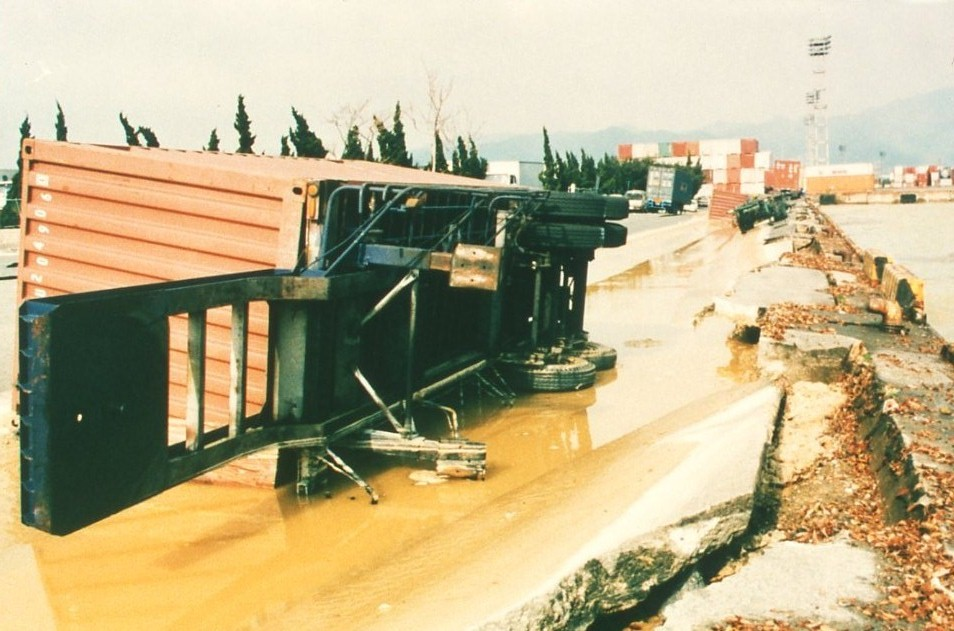
神戸市中央区地内。大規模な海上コンテナ施設が集中している[注 19]
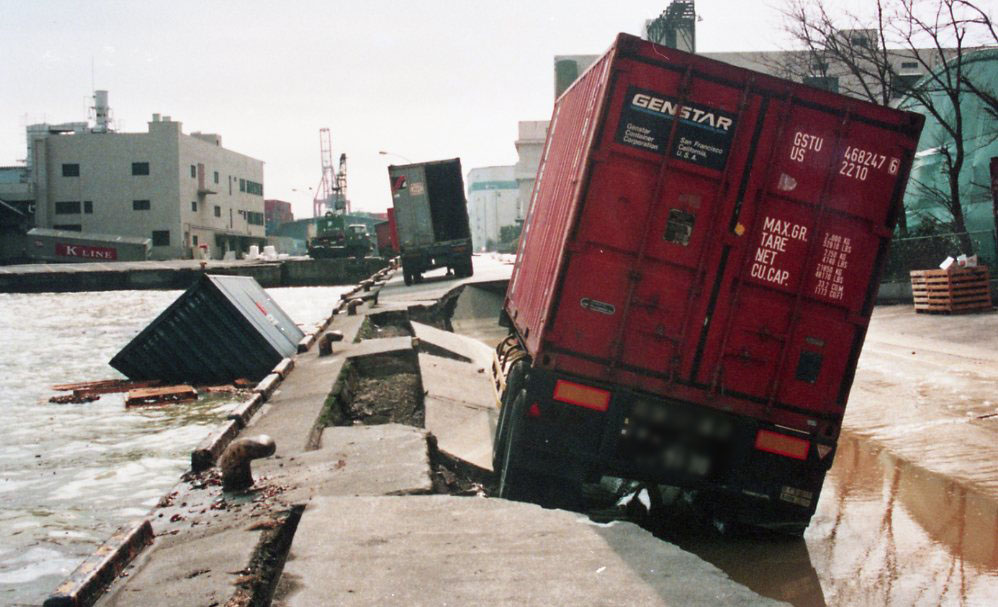
神戸市中央区地内。大規模な海上コンテナ施設が集中している[注 20]
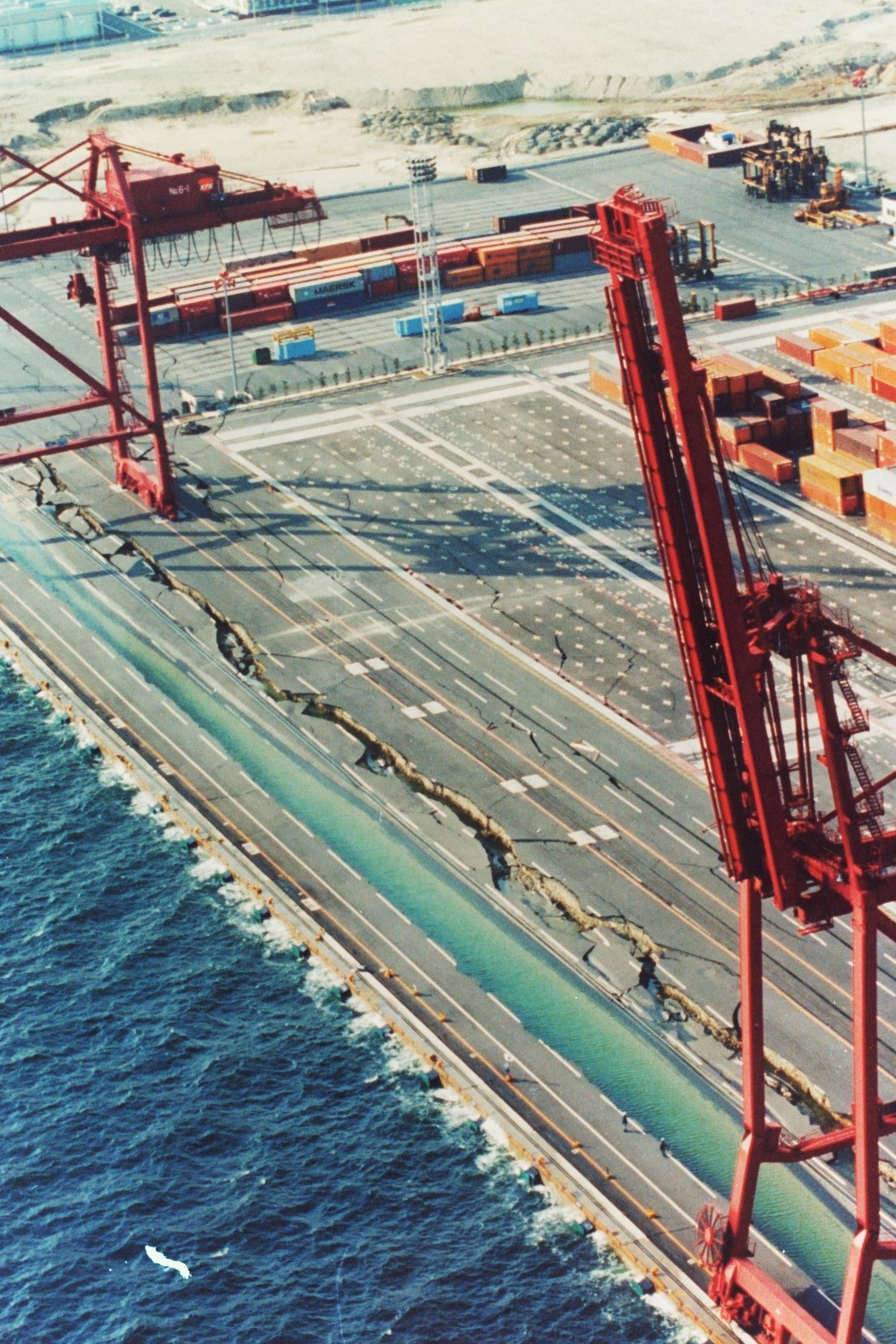
神戸市東灘区の六甲アイランド内で地盤陥没したコンテナターミナル施設。[注 21]
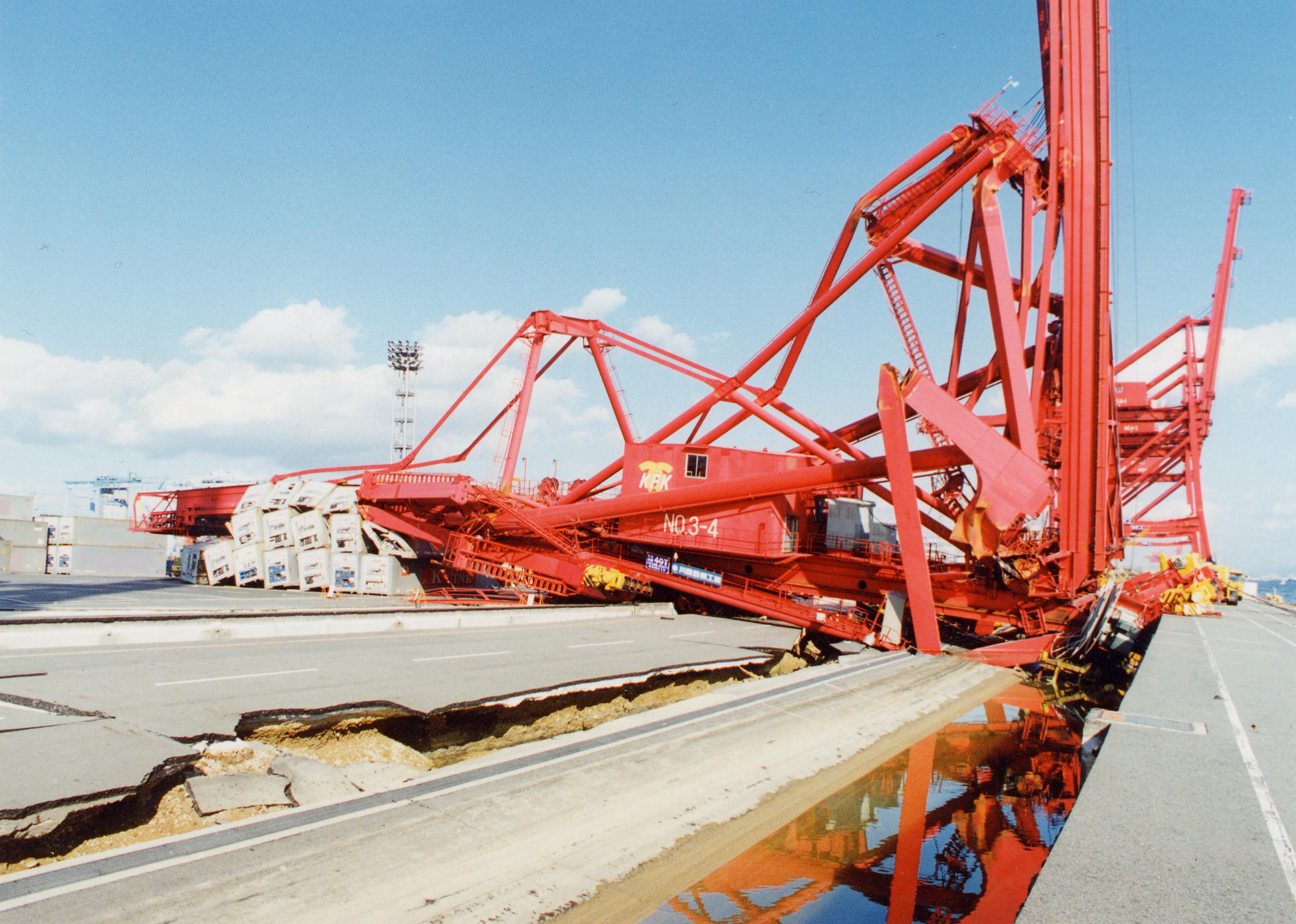
神戸市中央区。神戸ポートアイランド内のコンテナターミナルで、液状化と[注 22]

### 東日本大震災
宮城県女川町では、2011年11月に、東日本大震災被災地向けに、海上コンテナを使用した多層式仮設住宅の入居が開始された。コンテナや紙管を利用した建築で知られる建築家の坂茂に女川町が打診して設計されたもので、平らな土地が少ない女川町に対応するため、日本の仮設住宅としては初の3階建構造となっている。

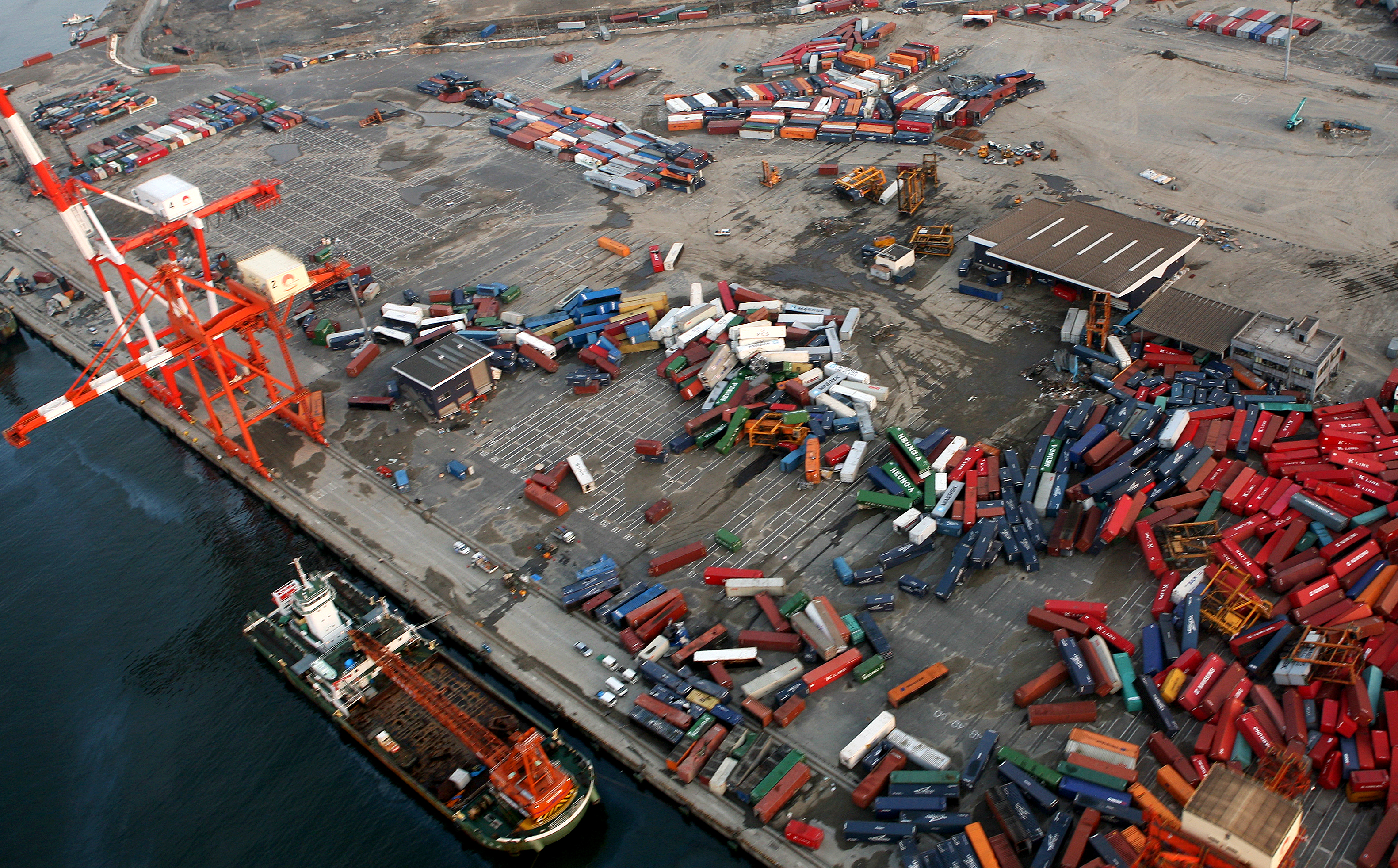
大津波の直撃を受け、ほぼ壊滅的な被害を受けた仙台塩釜港高砂コンテナターミナルの光景。並べられていた大量の海上コンテナが、散乱している。（震災三週間後にアメリカ軍が撮影）
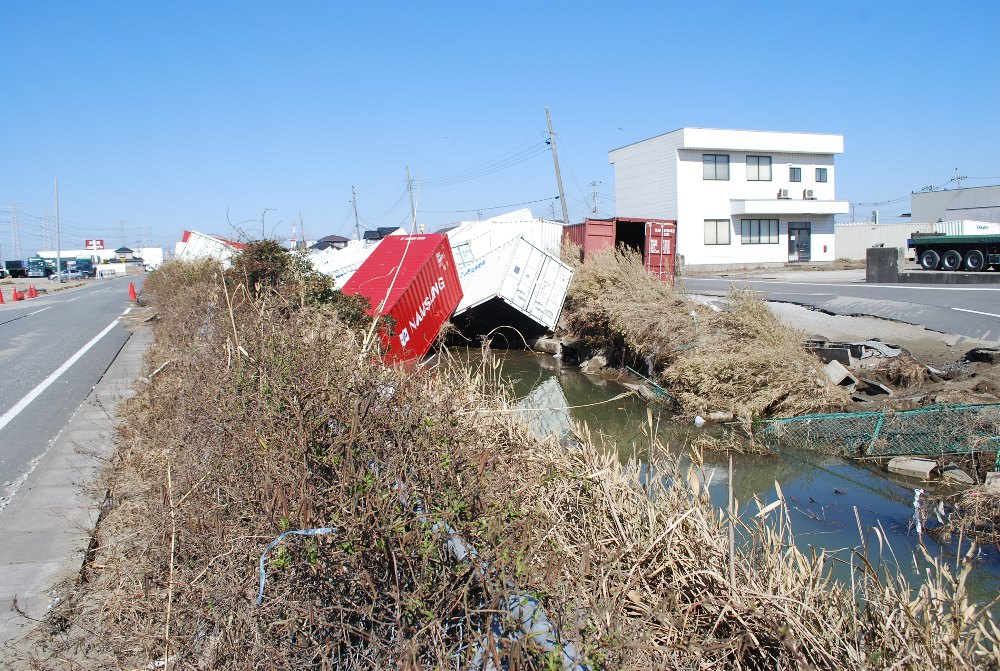
東北地方太平洋沖地震により発生した津波により運ばれたコンテナ。鹿嶋市、神栖市。
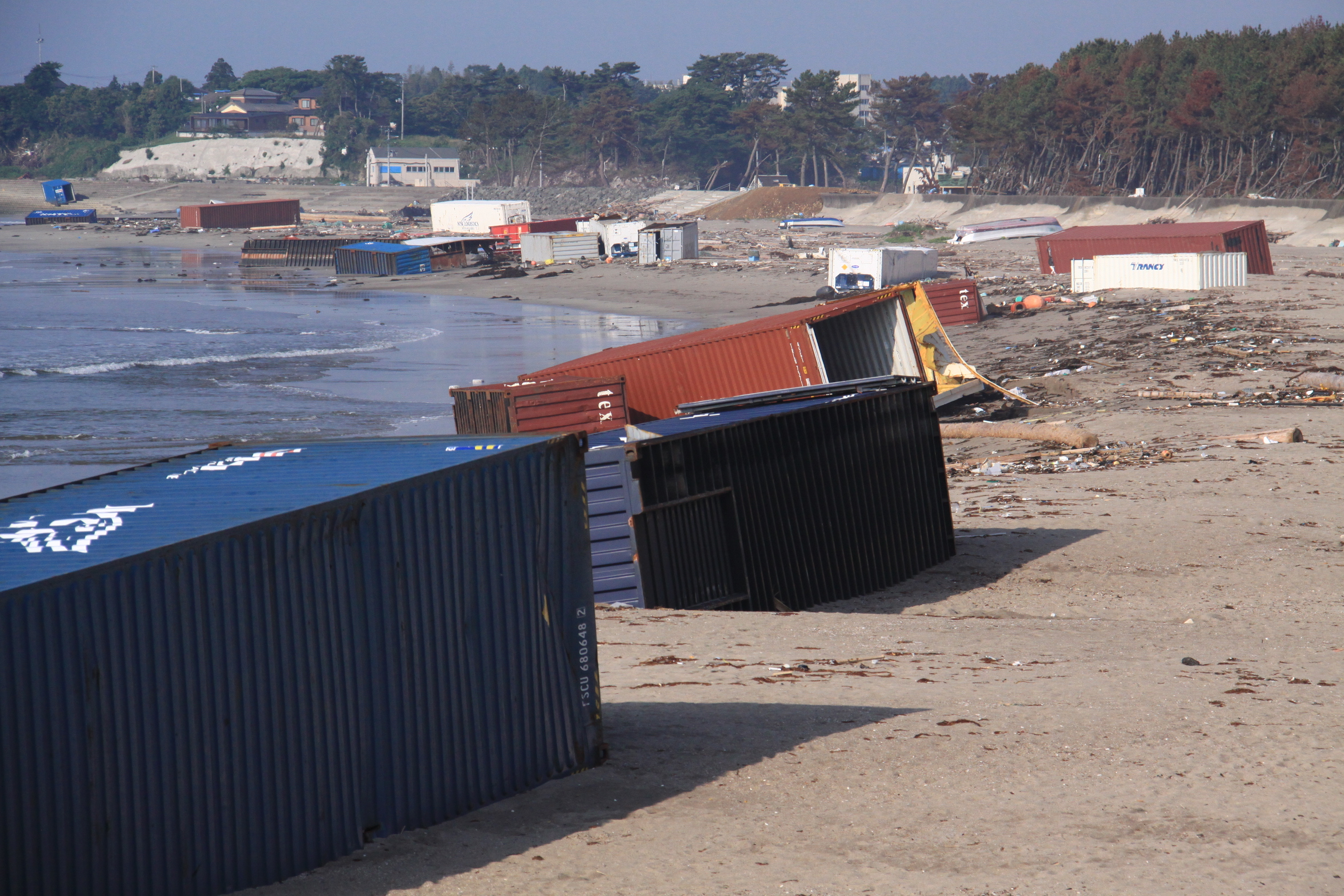
菖蒲田浜の海岸には、約4 km先の仙台港から津波により流出した多数のコンテナが漂着した[注 23]）
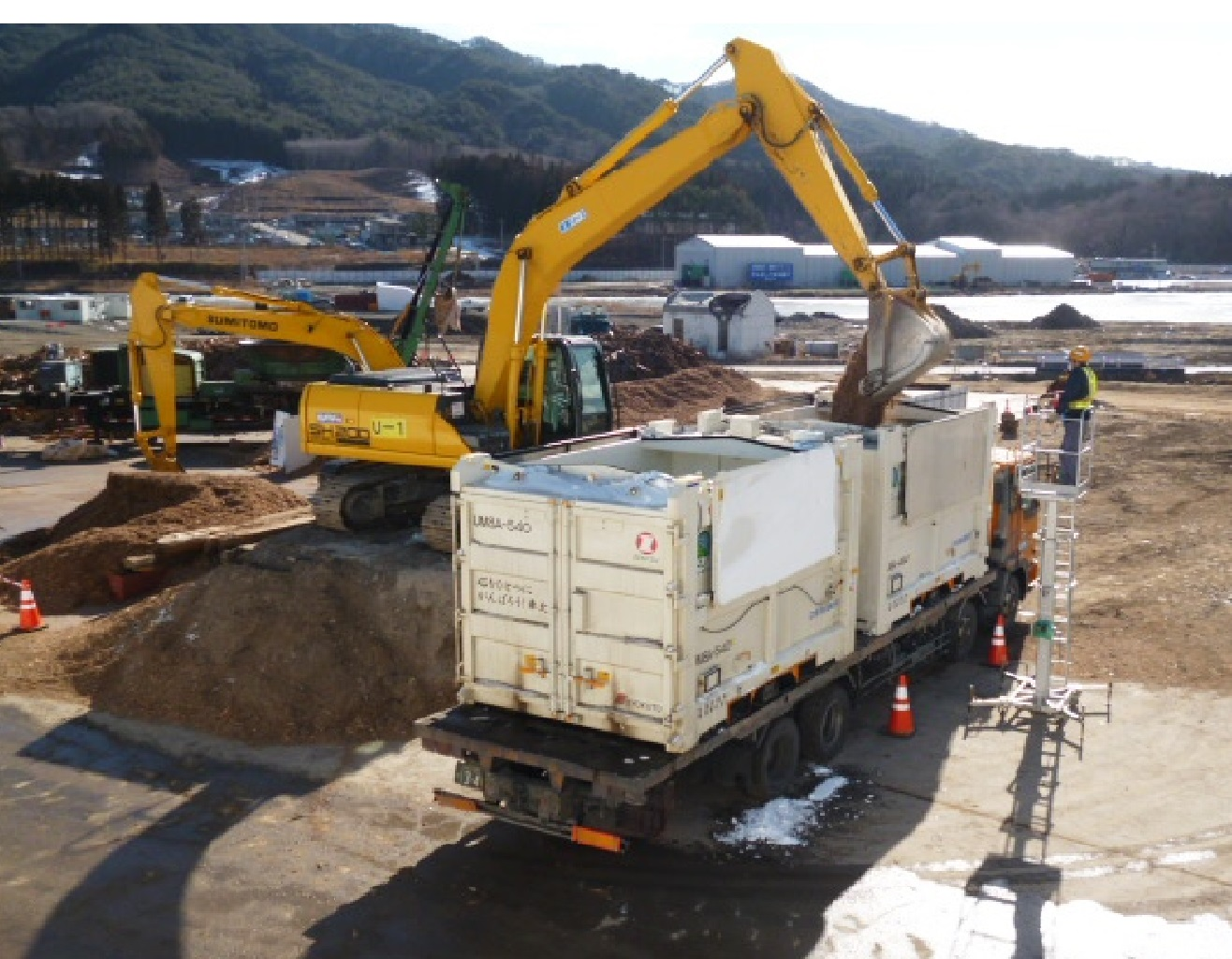
岩手県大槌町から静岡市への木くず搬出風景（震災当時の山田町処理施設にて）

### 伊豆大島・土石流災害
平成25年10月の平成25年台風第26号に伴い、発生した伊豆諸島大島町の災害廃棄物を平成26年1月30日から平成26年10月16日まで、東京都内7つの清掃工場で受入処理をする事となった。
これに伴い、先の東北地震で震災瓦礫輸送の一環として使用され、その後に輸送が終了し余剰となっていたJR貨物認定の鉄道輸送用UM8A形式の無蓋コンテナ166個を、新たにリースで借り受け、大島元町港 - 東京都の辰巳埠頭間の船舶輸送用として準備した。なお、このUM8A形は元々、コンテナ下部を大型フォークで持ち上げての荷役作業を想定していたために、船舶輸送で必要となるコンテナ上部四隅に吊り上げ用のフックホール等が無いので、輸送工程の半数以上を占める海上輸送での吊り上げ荷役作業を円滑に進める必要性から、急遽コンテナ上部四隅の柱を切断してツイストロック用のホール付ブロックを1コンテナ当たり4個を溶接加工して、吊り上げ荷役が出来るように改造を施し、輸送体制を整えた。

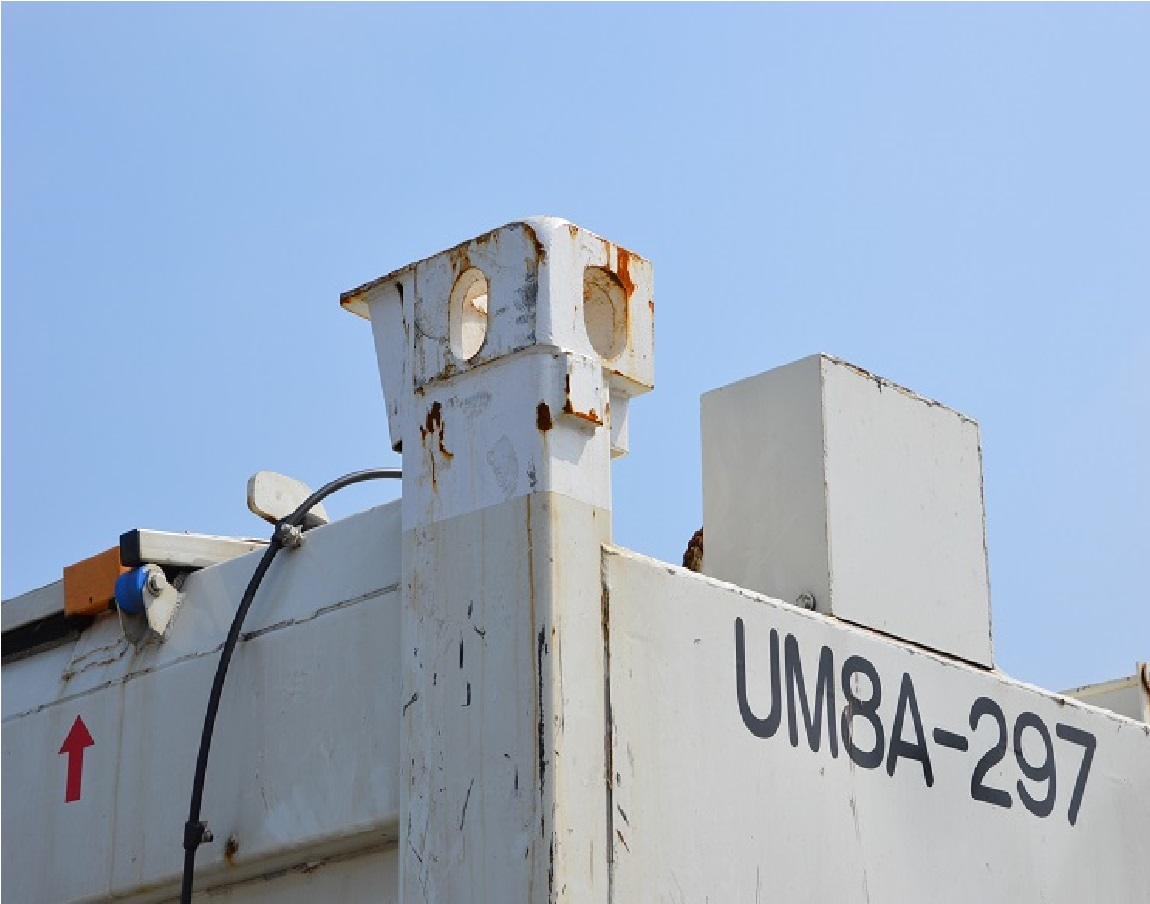
コンテナ上部四隅柱を切断して、新たにツイストホール付ブロックを設置した。
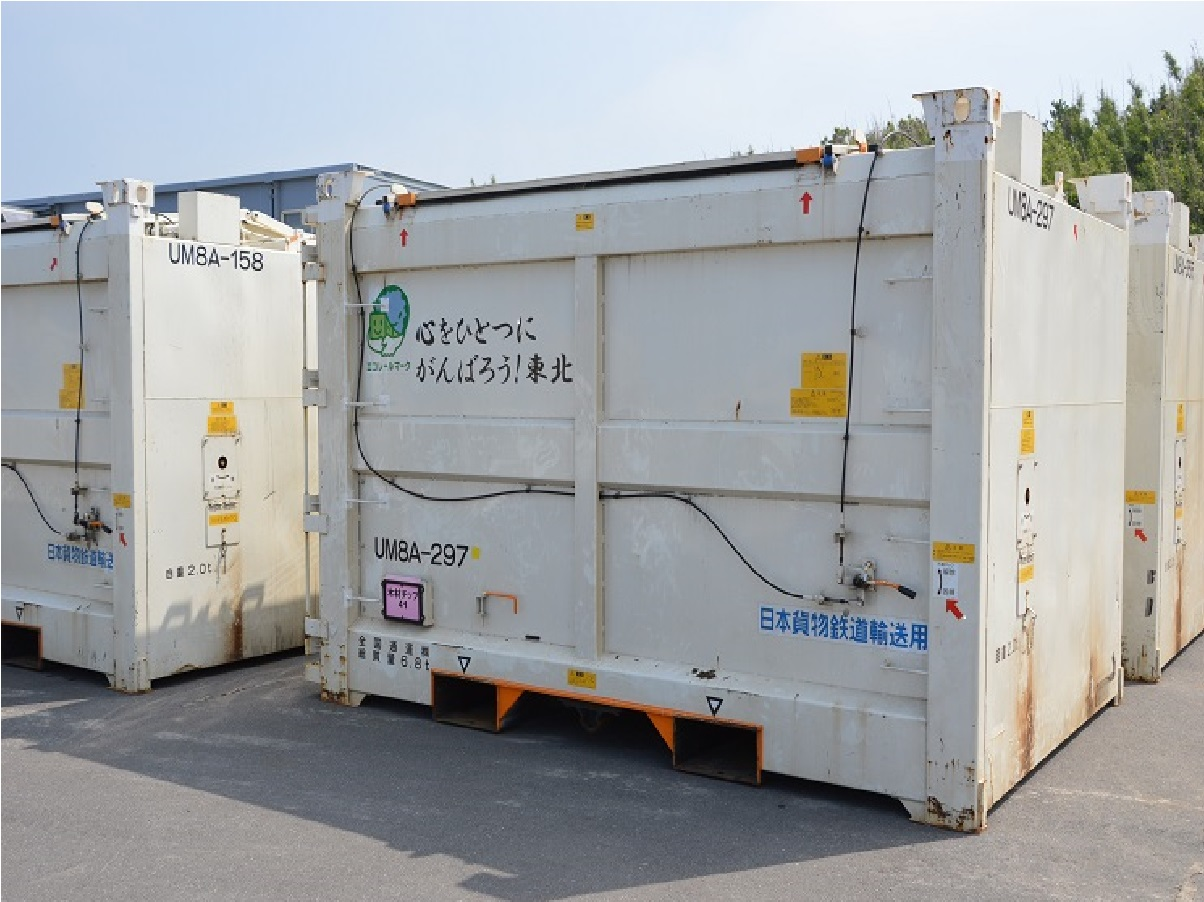
大島元町港 - 東京都の辰巳埠頭間の船舶用輸送用に特別に用意された、土石流瓦礫輸送専用の長さが12 ftサイズで、5 t積み瓦礫輸送用コンテナ。
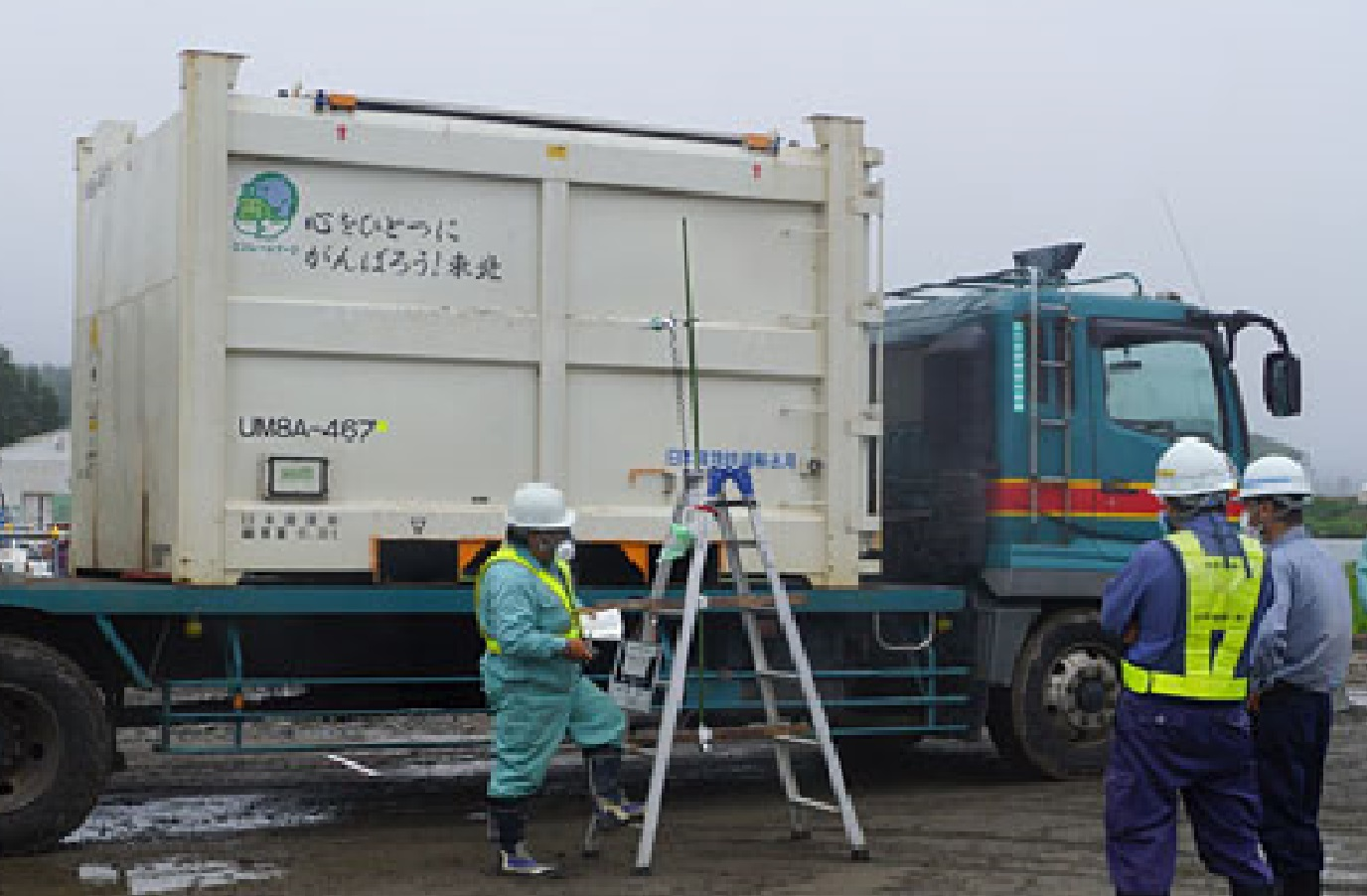
【参考画像】 東北震災時代に活躍していた、コンテナ上部四隅柱が加工される前の姿。

### 熊本地震
『平成28年熊本地震』より発生した大量の災害廃棄物を、県外の廃棄物処理施設において広域処理するため、東北震災で始めて登場し、輸送終了後に待機状態となっていた大栄環境社所有のハード・トップ・コンテナを再利用して輸送する事となった。
28年6月より熊本市内の仮置場においてに詰め込まれた災害廃棄物を、井本商運株式会社が熊本港から三重県の廃棄物処理施設に向けて大阪港まで海上輸送し、大阪港からは陸路で輸送された。写真は今回の輸送のために熊本港コンテナターミナルに積上げられた、大量のハード・トップ・コンテナ群。

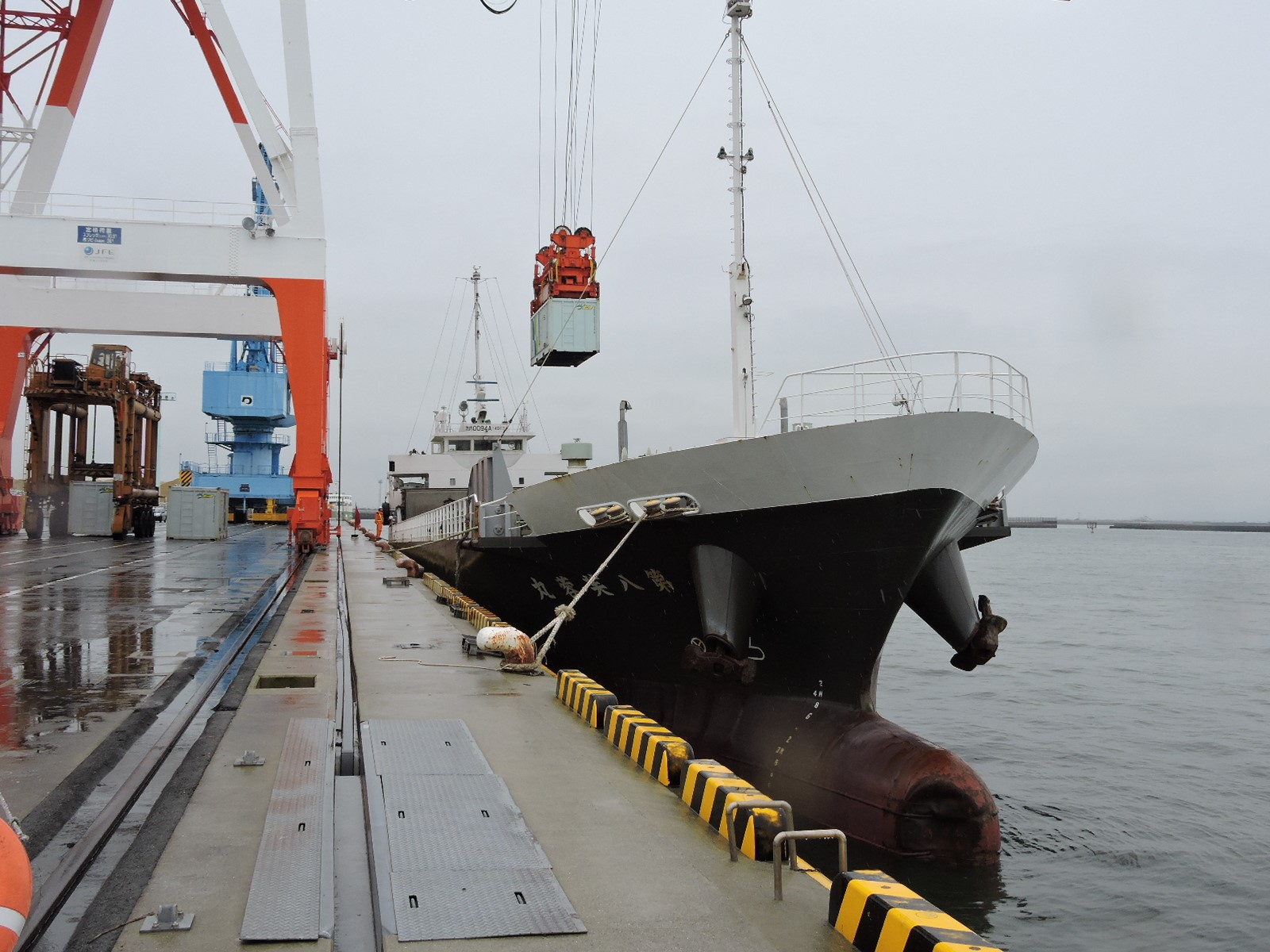
熊本港コンテナターミナルで、災害廃棄物コンテナの荷役風景。
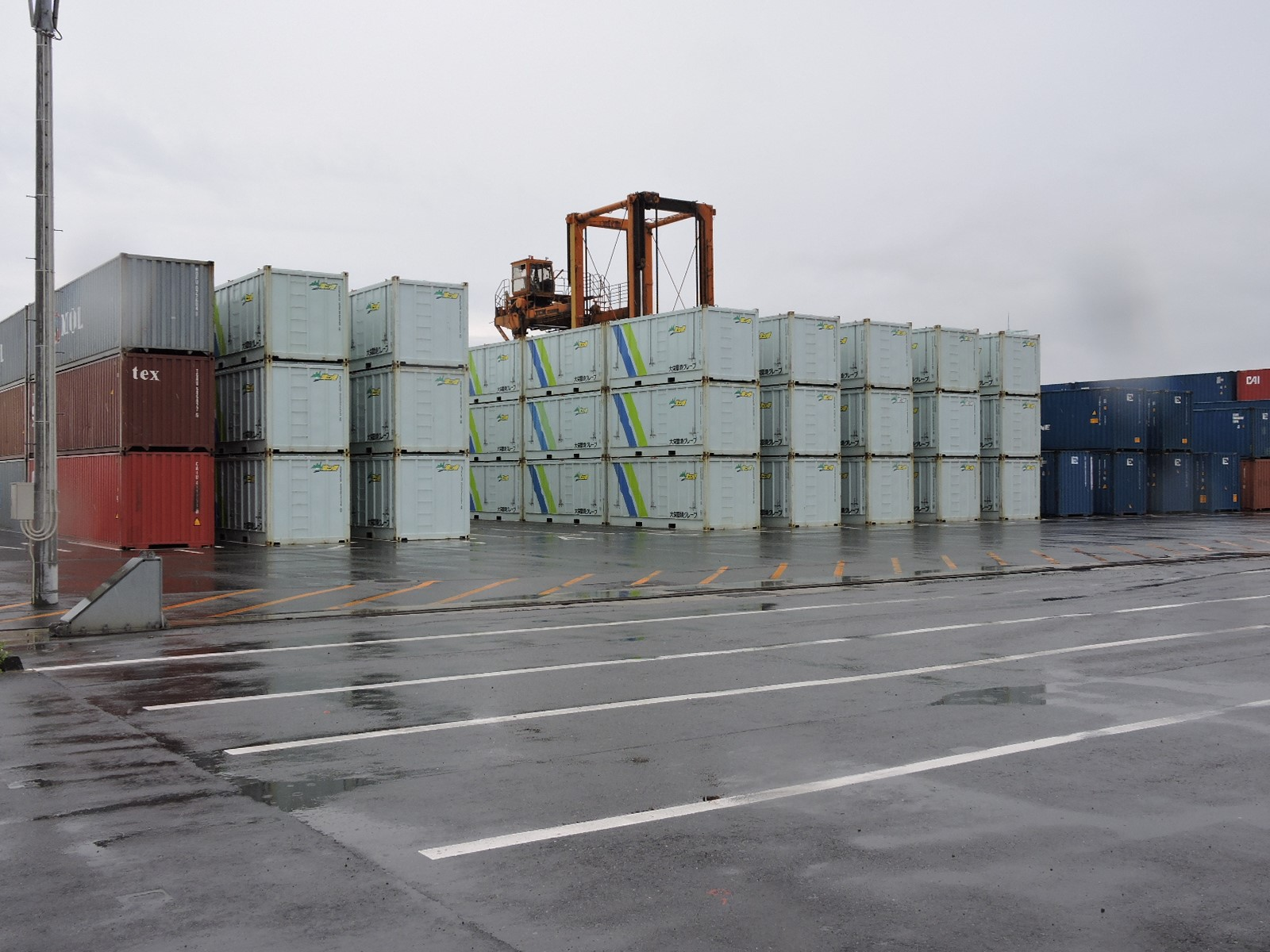
熊本港コンテナターミナル

### 平成30年7月豪雨

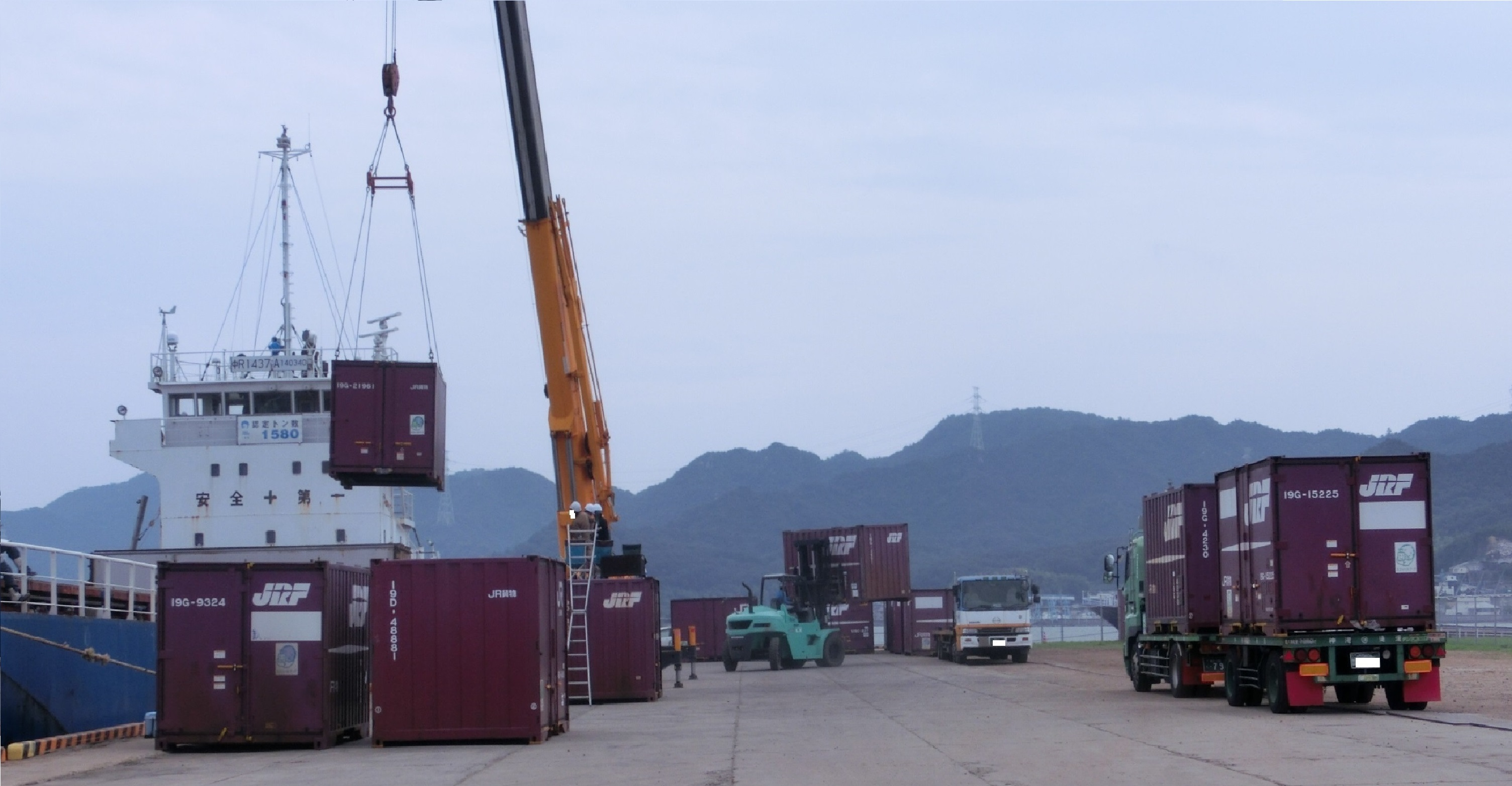
岡山県岡山市内の港に開設された、内航船によるJR貨物の鉄道コンテナ代行輸送の作業風景。

7月8日8時までに北海道を含む国内各地から中国地方及び、沖縄を除く九州地方全域へ接続する唯一の鉄道貨物輸送ルートである、山陽本線を初め、東海道本線・北陸本線を走行する列車を中心に、355本の貨物列車が運休となった。山陽本線の被災が長引いているため、関西以東と九州間の貨物列車が長期にわたり運休となり、トラックによる代行輸送（福岡・北九州ターミナル - 広島・岡山ターミナルなど）と、内航船による代行輸送（門司港 - 水島港 《 後に、岡山港 →→ 新岡山港へ変更 》 や、博多港 - 大阪港など）の各ルートを確保した。。

#### 岡山県内での対応状況
2018年7月5日 ( 平成30年 ) から岡山県や広島県及び、山口県内の各地で発生した「平成30年7月豪雨」の影響により、三県内の山陽本線で複数個所において、線路喪失を含む大規模な輸送障害が三ヶ月以上にわたり発生した。 これに伴い、元々岡山県内の拠点となっている「JR貨物岡山(タ)」が今回の輸送障害区間では、事実上の東側の終着点駅となった。この影響で福山通運の30 ftコンテナのみを一列車貸切っている「福山レールエクスプレス号」積載したすべてのコンテナを始め、全国からの九州地区向けの大口宅配や冷凍などで大量に扱われていた20 ft及び、30 ftの大型コンテナをすべて「岡山(タ)」で臨時に取り扱うこととなった。「岡山(タ)」では、これらの大型コンテナを最優先輸送させるために、広島や山口へのトラック代行輸送する臨時のトラック便が県内外から一気に集中し、荷役能力の逼迫となってしまった。 また岡山県内の水島臨海鉄道の拠点コンテナ駅である 東水島駅への関東からの定期列車は、本来はこの「岡山(タ)」で一部のコンテナの取り卸と、機関車を付け替えてから東水島駅へ中継輸送していたので、この関東便に関してはさほど問題は無かったが、 通常の東水島駅から 岡山(タ)」で中継して九州向けのルートが絶たれてしまった。 
この打開策として、東水島駅 ←→ 九州向けの入出荷ルートと、事実上 岡山(タ)」では大型コンテナ以外は取り扱いできなくなり、その煽りで近隣の「姫路貨物駅」や 神戸(タ)」での置き去り気味で滞留し続ける12 ft形5 tコンテナ （ 私有コンテナを除く ） の輸送を確保するために、中四国地区としては初めてとなる船舶を利用した災害時の鉄道代行輸送ルートとして、福岡県北九州港までの船舶輸送が始まった。 担当港は、東水島駅の最寄港となる「水島港」を利用すれば一番効率もよく、また駅から港までの輸送費も抑えられるが、当初予想されていた約四ヶ月もの期間を一貫して使用できる用地の確保する見通しがたたず、緊急暫定的処置として、初日の7月18日から約一週間程度の短期間を、地元の水島港 （ 実地港区名は不明 ） で取り扱うこととなった。 7月下旬からは、荷役埠頭敷地や荷役設備の受け入れ準備が整った、東水島駅から陸路で約30キロ離れた岡山市南区の「岡山港福島埠頭 (ゲートも無く出入り自由地区)」で、8月31日までの期限付きで着地港の変更無く水島港から引き継がれた。
更に9月1日からは、積み残しや陸路の輸送待ちで安全に夜間でも留置できる設備の確保先として、荷役埠頭がフェンスで完全に区画管理されて専用使用できる、陸路で約三キロ離れた河口対岸の岡山市東区にある「新岡山港高島埠頭」の一画が用意された。この三度目の移転先として、一連の代行輸送が最終日となる、9月28日の下り便の出航まで続いていた。
- ウィキメディア・コモンズには、海上輸送される鉄道コンテナに関するメディアがあります。

## その他
近年の産業構造の大きな変化や、日々生まれ続ける革新的技術などを組み合わせ、現代ではコンテナとは貨物を運ぶ容器では事足りなくなった。その代表事例が、世界的な流れとして従来の貨物輸送だけではなく、各種の機器類や設備そのものを運び臨時の設備あるいは、それらを収めてそのまま据え付けて、固定した設備の一部として利用する方法である。 
例えば、2000年代後半からは日本国内でも各種の通信技術や、新しい自然エネルギー開発による発電等の飛躍的な発展に連動して、電力系統の蓄電池類や非常用発電機他、サーバー設備や離島・僻地・山間部等でのライフライン設備を収納するなど、それらを必要とする有人・無人を問わず幅広い施設での新しい利用方法が生まれている。特に日本では建築基準法による規制の関係から、コンテナ型データセンターの利用が難しいとされてきたが、2011年3月25日付けで多少の条件はつくものの設置規制が緩和され、コンテナ型データセンターのうち通常時無人で運用されるものについては建築物として扱わないこととされたため、機器を収納する施設への投資が少なくて済むなどの利点を生かし、コンテナ型データセンターの設置が始まっている。

### 各種設備機器類での応用事例
- 太陽光発電での関連設備。
- 移動式または、固定型での非常用発電機。

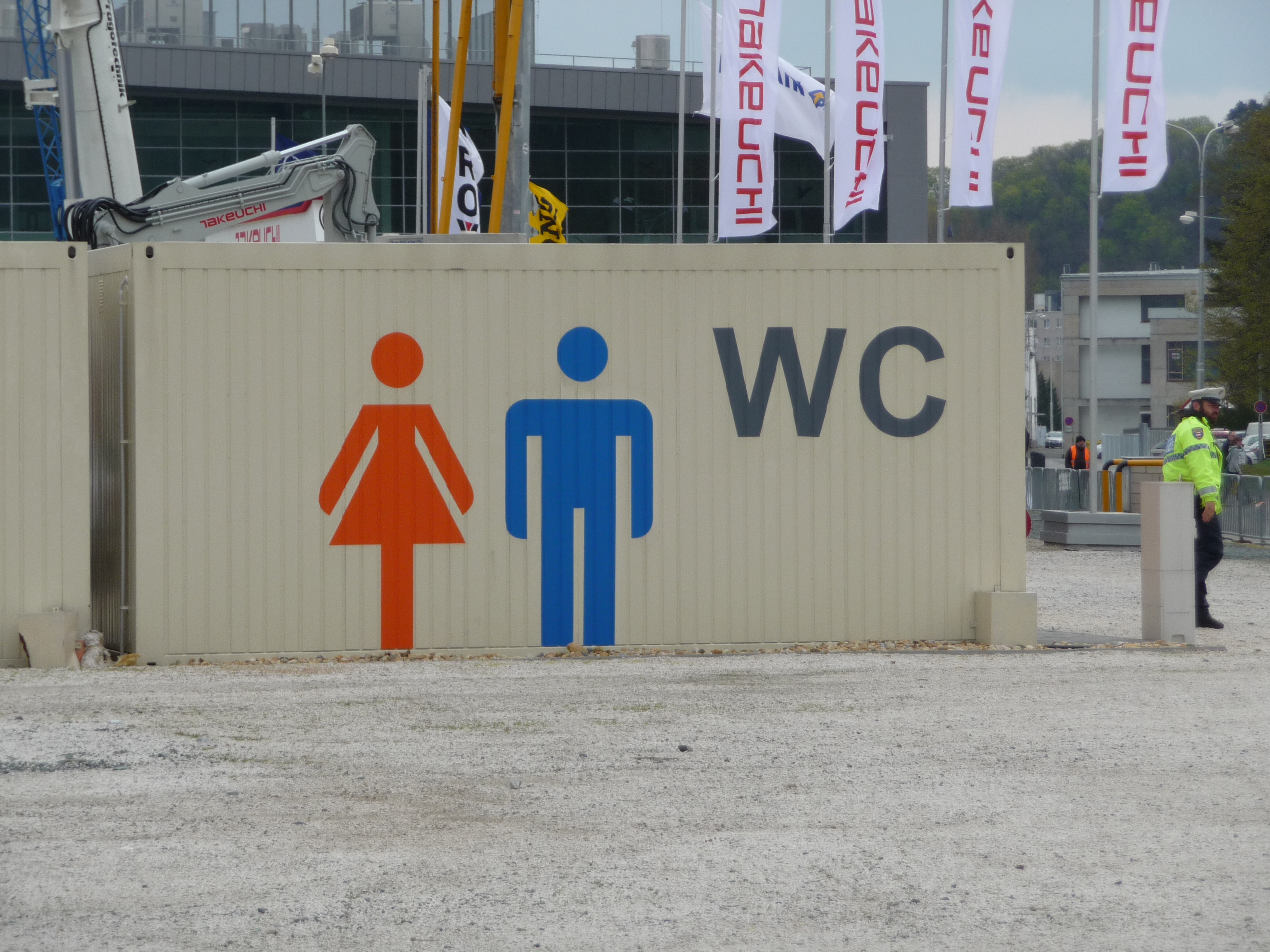
国外のイベントで使われていた、20 ftコンテナをベースとしたトイレ。

- 各種の仮設現場でのトイレタリーや洗面設備・厨房設備。
- 電話会社での、臨時交換局や衛星通信他、ネットサーバーの増設。

### 有事での応用事例
- 自衛隊の装備として、通常の汎用品輸送のほかに、テロや災害派遣などで使う医療用装備。

一例として、陸上自衛隊西部方面輸送隊で新たに取得する、20 ftコンテナ（ロールーフタイプ）の仕様書では、使用目的は軍事設備ではなく物資輸送等で、民間等で使用しているJIS Z1618による20 ftドライコンテナと同等の製品を使用し、コンテナの高さを約350 mm低くして2,240 mmとする以外では、通常の20 ftと同様の規格とする。これは、西部方面輸送隊が装備する特大型トラック（荷台の高さ約1.4 m）に積載時の車高が、道交法で定める3.8 m以下にして機動性を確保するためである。また輸送価値を高めるために、コンテナ自重：4,500 kg以下、最大積載量19,000 kg以上を確保するなどが盛り込まれている。その他、ベースとなるコンテナの調達方法や引渡し方法、さらには塗装方法やコンテナ内部での積荷の積載装備に関する仕様など、事細かく指示が記載されている
- 医療団体の災害対応用装備として。
- 国交省・消防庁・警察庁などでの救援装備。

## フィジカルインターネット
2040年までに、経済産業省と国土交通省はフィジカルインターネットの実現を目指している。PI(π)コンテナによるモジュールの標準化。陸上、海運、鉄道、航空等などの積載効率の最適化により中継輸送、共同配送など混載、積替えも容易になることが期待されている。

## コンテナのJIS規格
| 規格番号  | 詳細内容                                       | 備考                                                     |
| --------- | ---------------------------------------------- | -------------------------------------------------------- |
| JIS Z1610 | 国内貨物コンテナ－外のり寸法および共通仕様     | JIS Z1610 いわゆるJIS国内規格コンテナのサイズ。          |
| JIS Z1611 | 国内保冷コンテナ                               |                                                          |
| JIS Z1612 | 国内保冷コンテナの保冷性能試験方法             |                                                          |
| JIS Z1613 | 国際貨物コンテナ－用語                         |                                                          |
| JIS Z1614 | 国際貨物コンテナ－外のり寸法および最大総質量   | ISO 668における、1AAA/1AA/1CC/1Cコンテナの外寸を定義する |
| JIS Z1615 | 国際大形コンテナのコード、識別および表示方法   |                                                          |
| JIS Z1616 | 国際貨物コンテナ－すみ金具                     |                                                          |
| JIS Z1618 | 国際一般貨物コンテナ                           | ISO 668における、1AAA/1AA/1CC/1Cコンテナの内寸を定義する |
| JIS Z1619 | 国際冷凍コンテナ                               |                                                          |
| JIS Z1621 | 国際大形オープントップコンテナ                 |                                                          |
| JIS Z1622 | 国際大形フラットラックコンテナ                 |                                                          |
| JIS Z1624 | 国際タンクコンテナ                             |                                                          |
| JIS Z1625 | 国際プラットホームコンテナ                     |                                                          |
| JIS Z1626 | 国際大形コンテナの取扱い                       |                                                          |
| JIS Z1627 | 国内一般貨物コンテナ                           | JIS Z1610に、加えて性能を定める                          |
| JIS Z1628 | 国内貨物コンテナ－コードおよびマークの表示方法 |                                                          |
| JIS Z1629 | 貨物コンテナ―上部つり上げ金具および緊締金具    |                                                          |